# Ford Capri

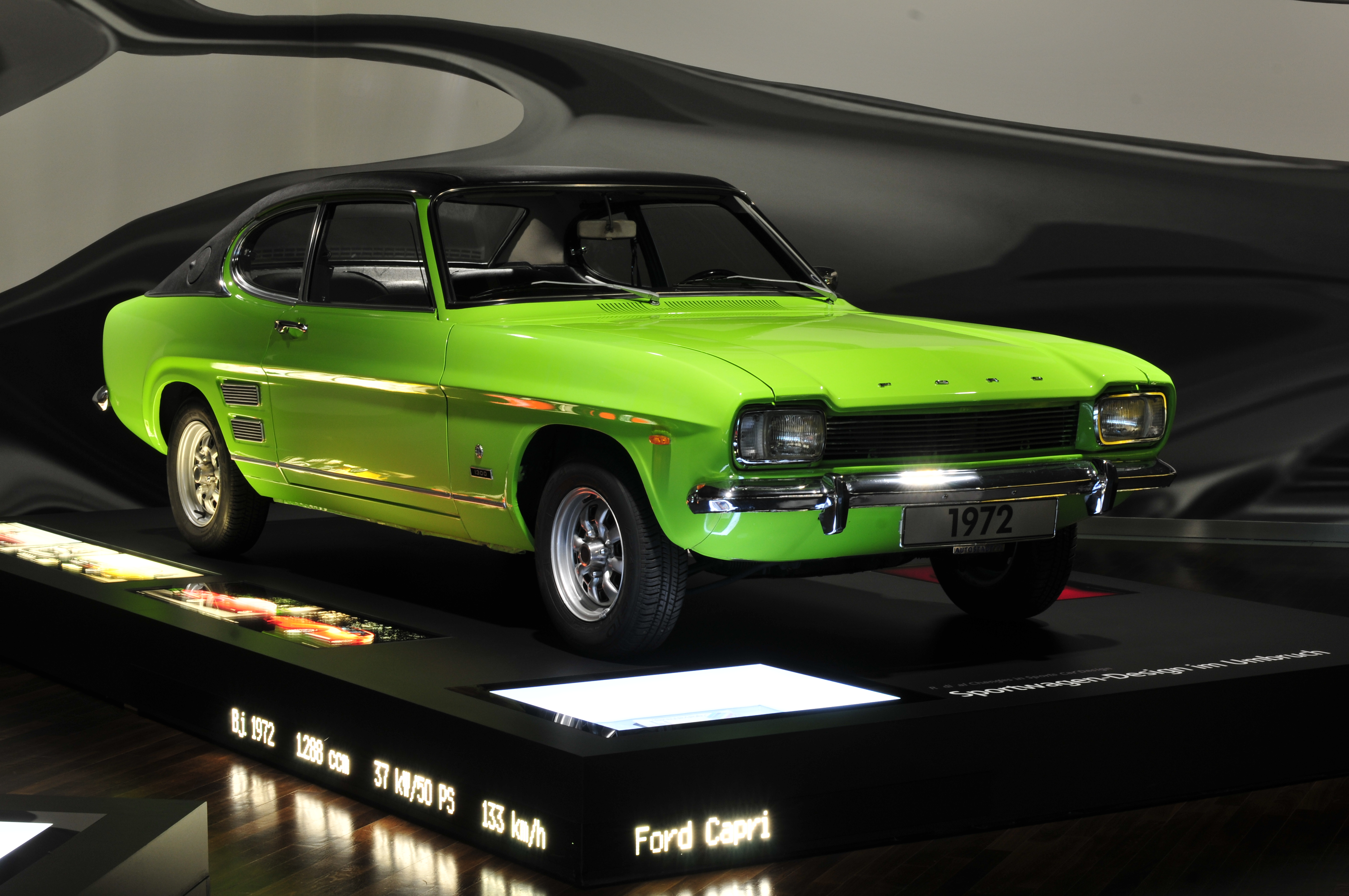
Ford Capri im Museum der Autostadt Wolfsburg

Der Ford Capri ist ein Pkw-Modell des Automobilherstellers Ford. Das Sportcoupé auf der Basis der zweiten Generation des britischen Ford Cortina wurde ab November 1968 bis Dezember 1986 in Deutschland und bis Oktober 1986 in Großbritannien gebaut. Es war nach dem Escort das zweite neue europäische Ford-Modell seit der Vereinigung von Ford of Britain und Ford Deutschland zu Ford of Europe.
Die Bezeichnung Capri war im Ford-Konzern bereits früher verwendet worden: Einmal beim US-amerikanischen Lincoln Capri der frühen 1950er Jahre und auch von 1962 bis 1964 beim Ford Consul Capri, einer Coupé-Variante des britischen Ford Consul Classic. 2024 führte der Hersteller den Modellnamen wieder ein. Das batterieelektrisch angetriebene SUV-Coupé Ford Capri basiert auf dem MEB der Volkswagen AG und wird gemeinsam mit dem Ford Explorer im Kölner Werk gebaut.

## Capri ’69 (1968–1973)
Der erste Capri (intern Capri ’69) wurde im Januar 1969 auf dem Brüsseler Autosalon offiziell präsentiert, der Verkauf begann im Februar.
Mit dem Capri wollte Ford den Erfolg, den das Unternehmen mit dem Ford Mustang in den USA erzielt hatte, in Europa wiederholen und eine Art europäisches „Pony-Car“ anbieten. Das konventionelle Fahrwerk wurde vom englischen Ford Cortina übernommen, die Motoren der auf dem Festland gebauten Wagen von deutschen Ford Taunus. Hergestellt wurde er in den britischen Werken Dagenham und Halewood, im belgischen Genk und in dem deutschen Ford-Werken Saarlouis und Köln. Der Entwicklungsname des Capri lautete Colt (engl. für Fohlen); da der Name aber rechtlich von Mitsubishi geschützt war, konnte Ford ihn für sein Serienmodell nicht verwenden.
Ford wollte mit dem Capri ein möglichst breites Spektrum abdecken, daher standen viele Motoren zur Wahl. Ford Deutschland und Ford England setzten in den ersten Jahren jeweils verschiedene Motoren ein: während in England die 1,3- und 1,6-Liter-Reihenvierzylinder der Kent-Familie verwendet wurden, griff Ford Deutschland auf eigene V4-Motoren mit 1,3, 1,5 und 1,7 Litern Hubraum zurück. Die Spitzenmotorisierung war anfangs ein Zweiliter-V6, den es in der Grundausführung mit 85 PS (Normalbenzin) und in R-Ausführung mit 90 PS (Superbenzin) gab.
Ab September 1969 ergänzte ein 2,3-Liter-Doppelvergaser-V6 mit 125 PS das Motorenangebot in Deutschland.
Angeboten wurde der Capri in Grundausführung als 1300, 1500 und 2000, in GT-Ausführung als 1700 und 2300 sowie in R-Ausführung als 1700, 2000 S und 2300.
Zur GT-Ausführung gehörte eine sportlichere Innenausstattung, die R-Ausstattung umfasste zusätzlich Motorhaube, Kühlergrill und Heckblende in Mattschwarz, Halogenfernlicht sowie Sportfelgen.
Alle Ausführungen konnten mit einem Außenausstattungspaket L ergänzt werden, das unter anderem Stoßstangenhörner und verchromte Zierblenden vor den Hinterrädern enthielt.
Im September 1970 entfiel der 2000 mit 85 PS. Die R-Ausführung ersetzte man durch das Ausstattungspaket XLR für die GT-Ausführung, den 2000 bot man nun mit 90 PS als 2000 GT an. Die Leistung des 1500 wurde von 60 auf 65 PS erhöht.
Der 2300 GT wurde durch den 2600 GT mit gleicher Leistung ersetzt. Er war mit dem 2,6 l V6 Serienmotor und einem Solex-Doppelvergaser ausgestattet. Kupplungsglocke und Getriebe wurden in Rot lackiert vom Taunus 26 M übernommen. Die Auspuffanlage entspricht der des 2,3 l V6, die vor der Hinterachse in einen Endtopf enden, der mit zwei Endrohren ausgestattet war. Die Hinterachse war zunächst vom normalen 2,6-Liter-Modell mit 3,22 : 1 übersetzt. Ab etwa August 1972 kam die vom britischen 3,0-Liter-Modell mit 3,09 : 1 übersetzte Hinterachse zum Einsatz.
Bis September 1972 verfügten nur Modelle mit V6-Motoren über eine Ausbuchtung in der Motorhaube.

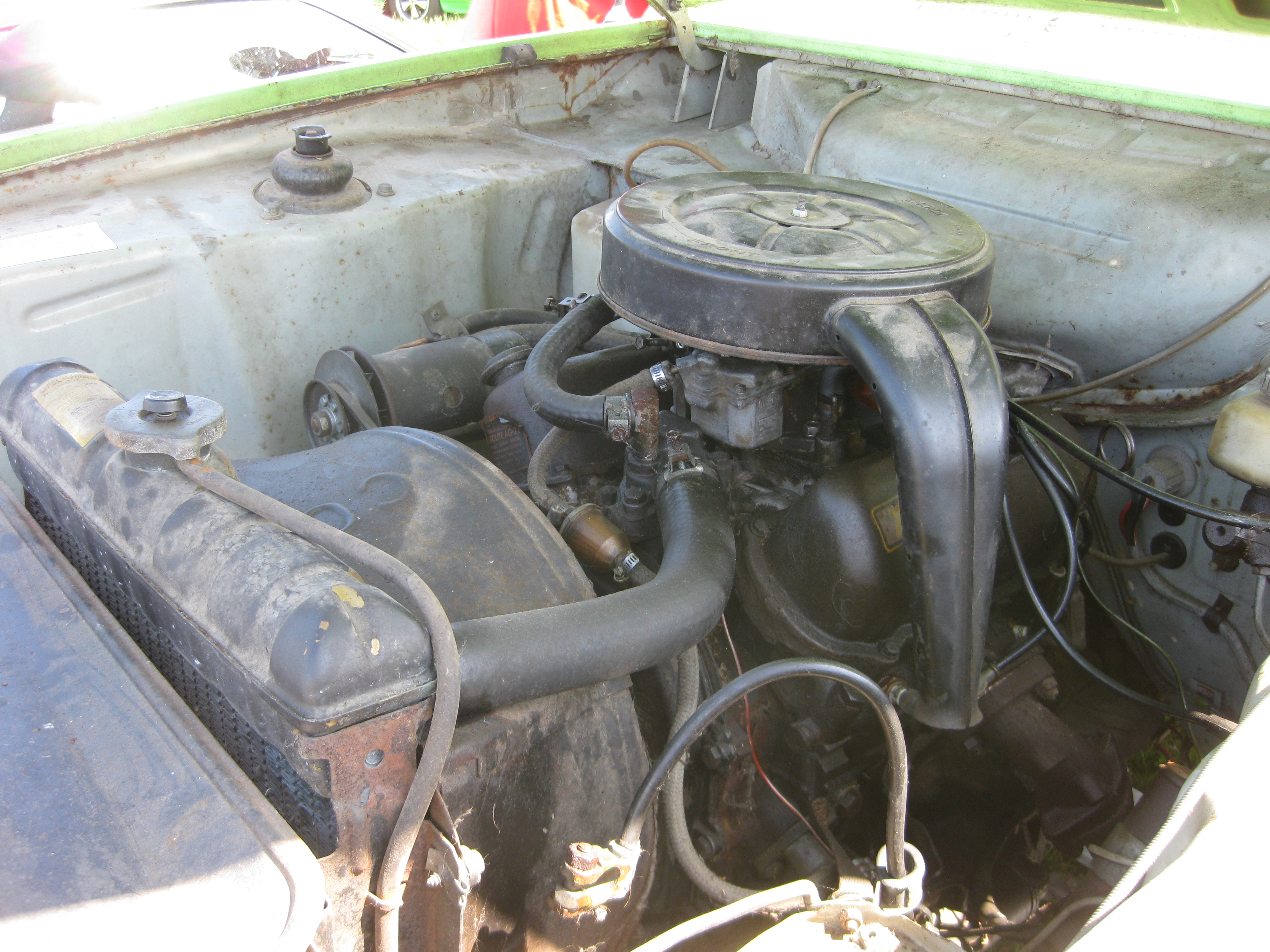
1,5-Liter-Motor
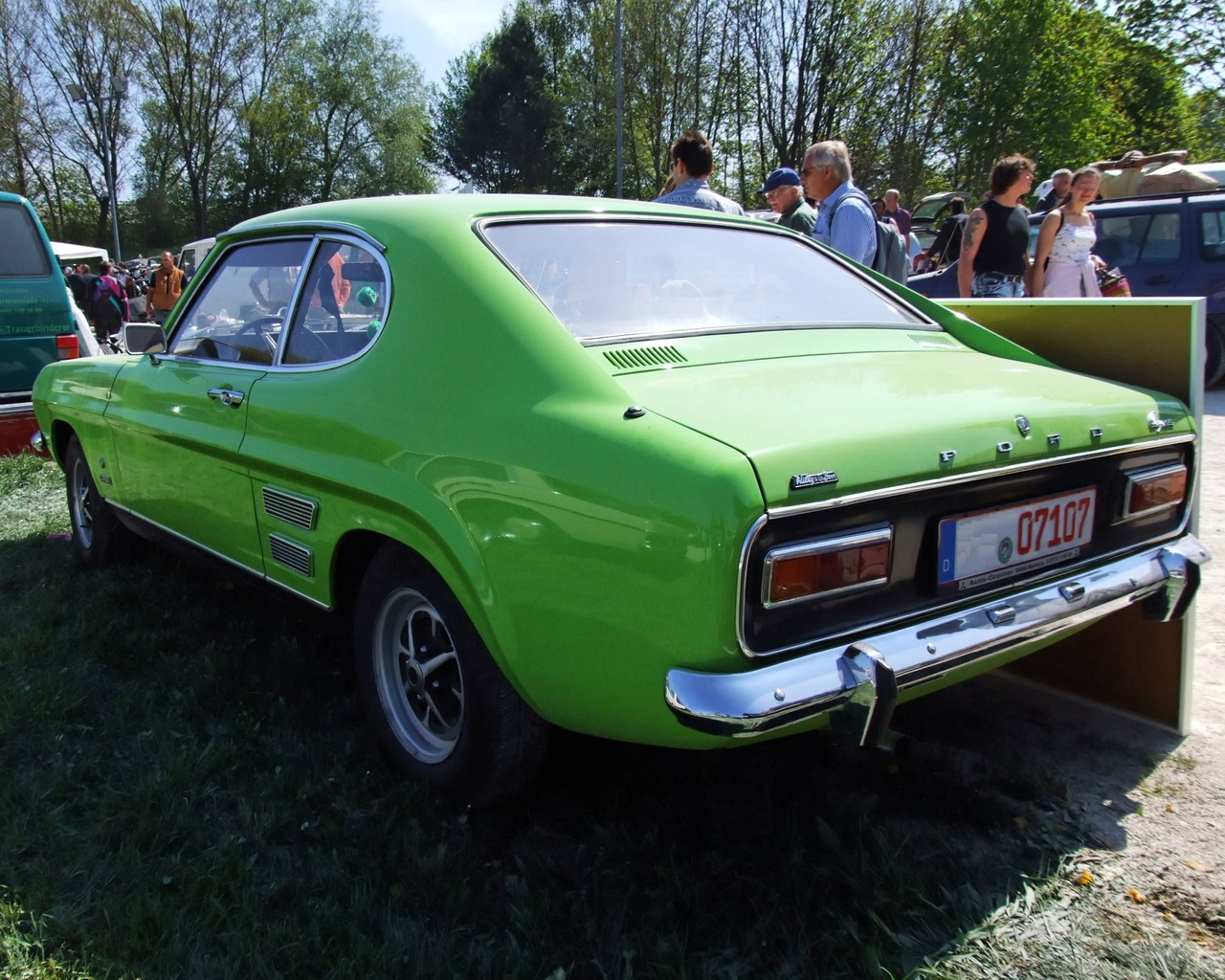
Heckansicht
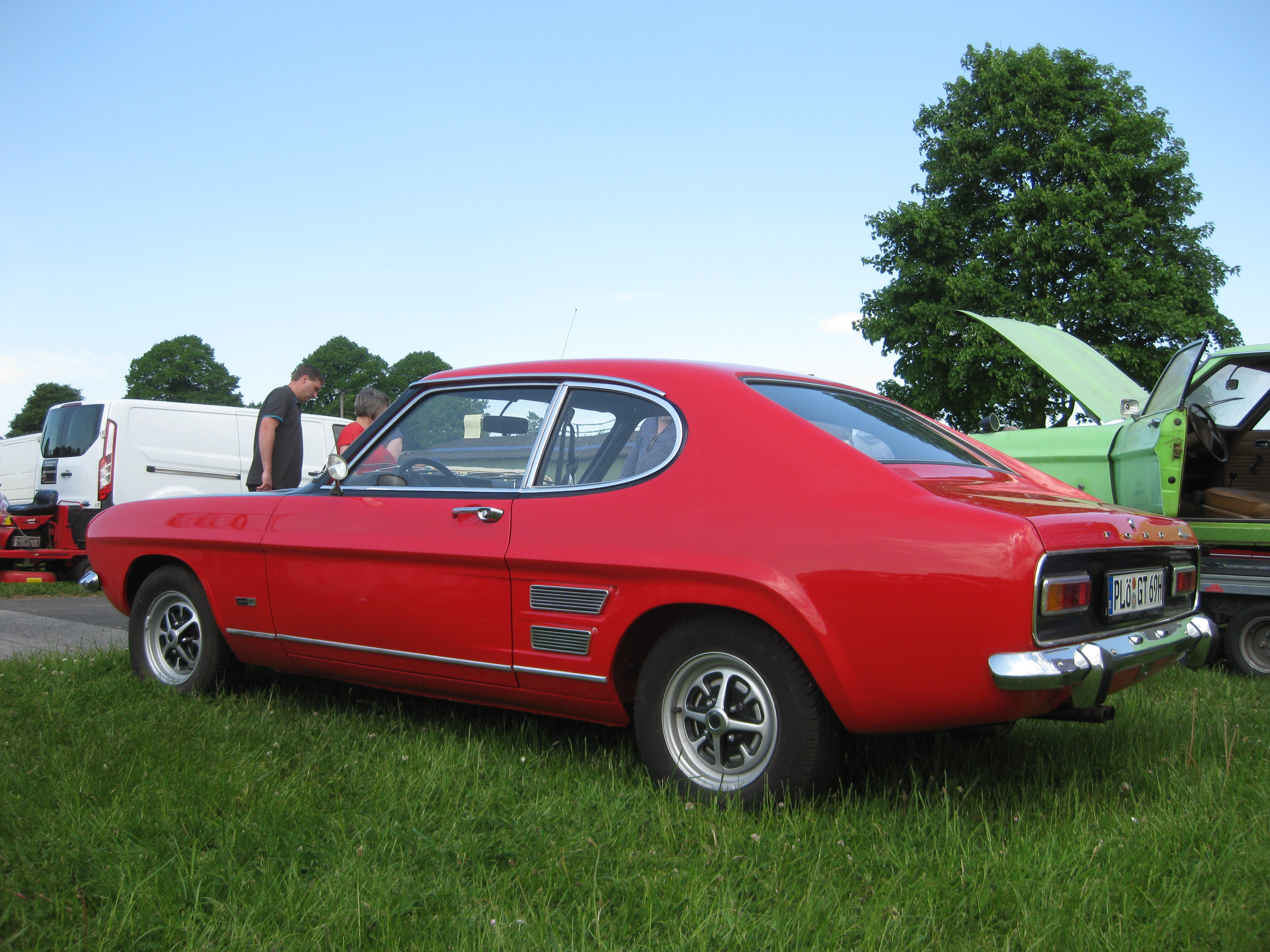
Ford Capri 2000GT
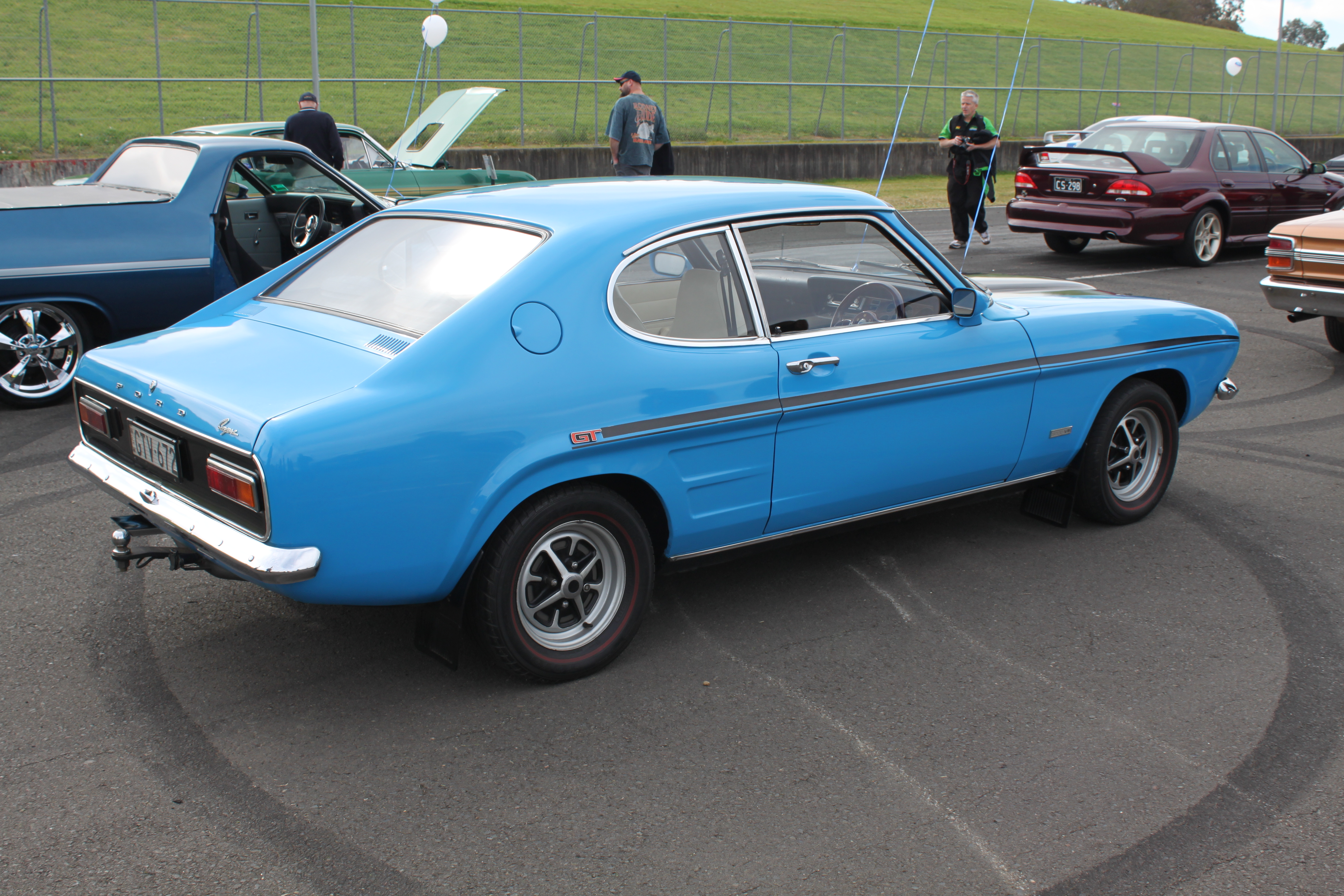
Ford Capri 3000GT

### Sondermodelle

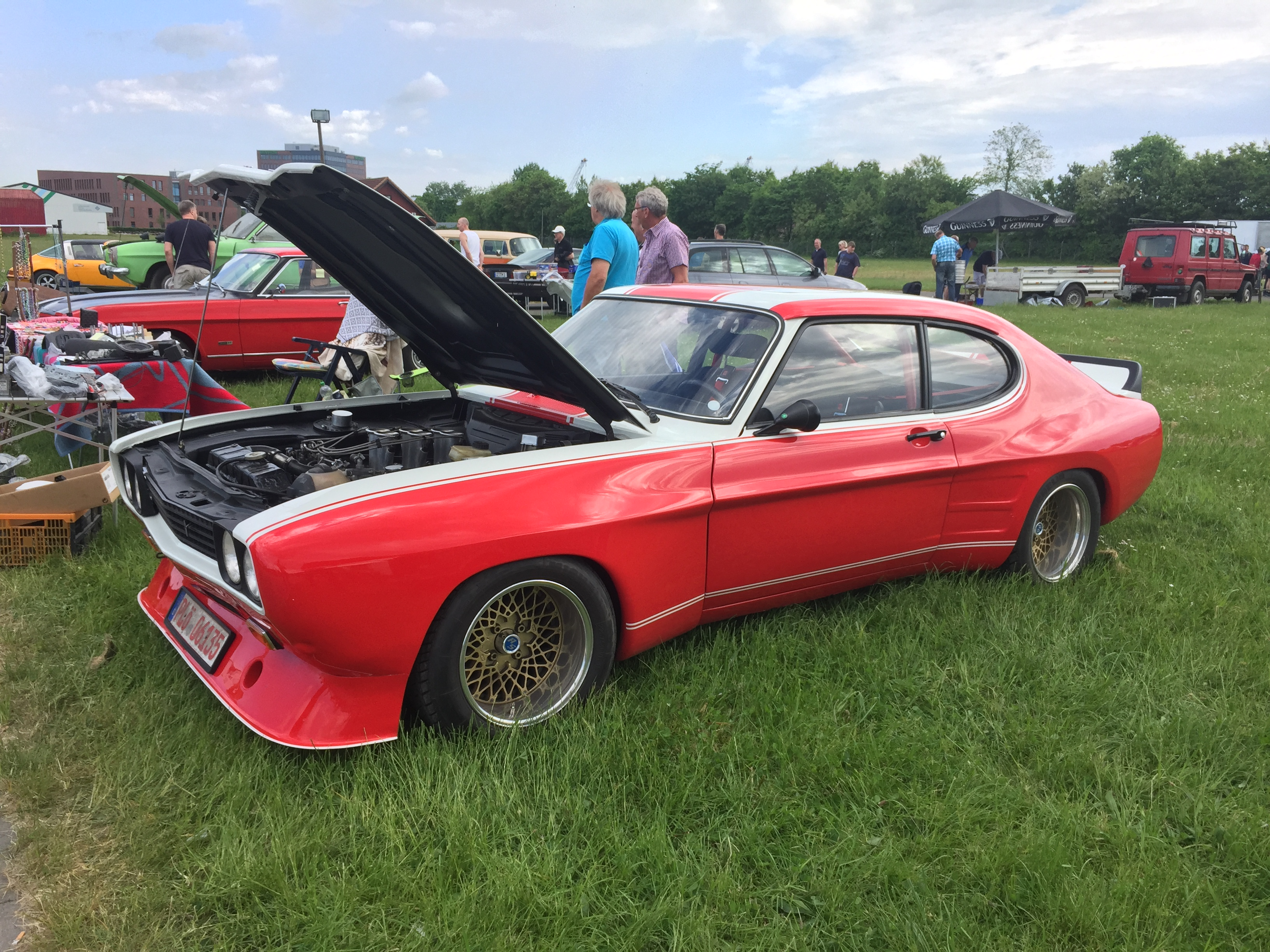
Ford Capri I RS
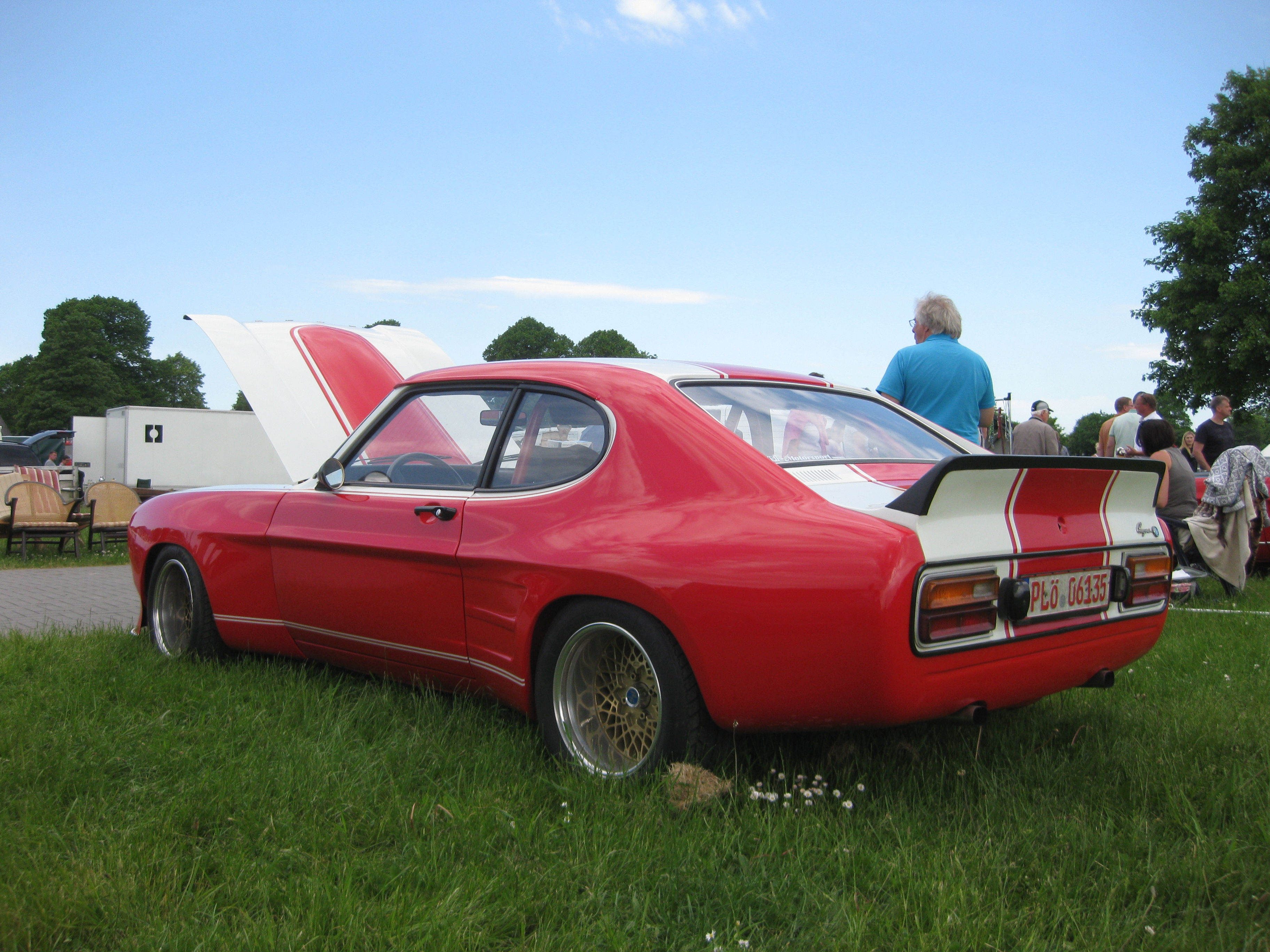
Ford Capri I RS Heck
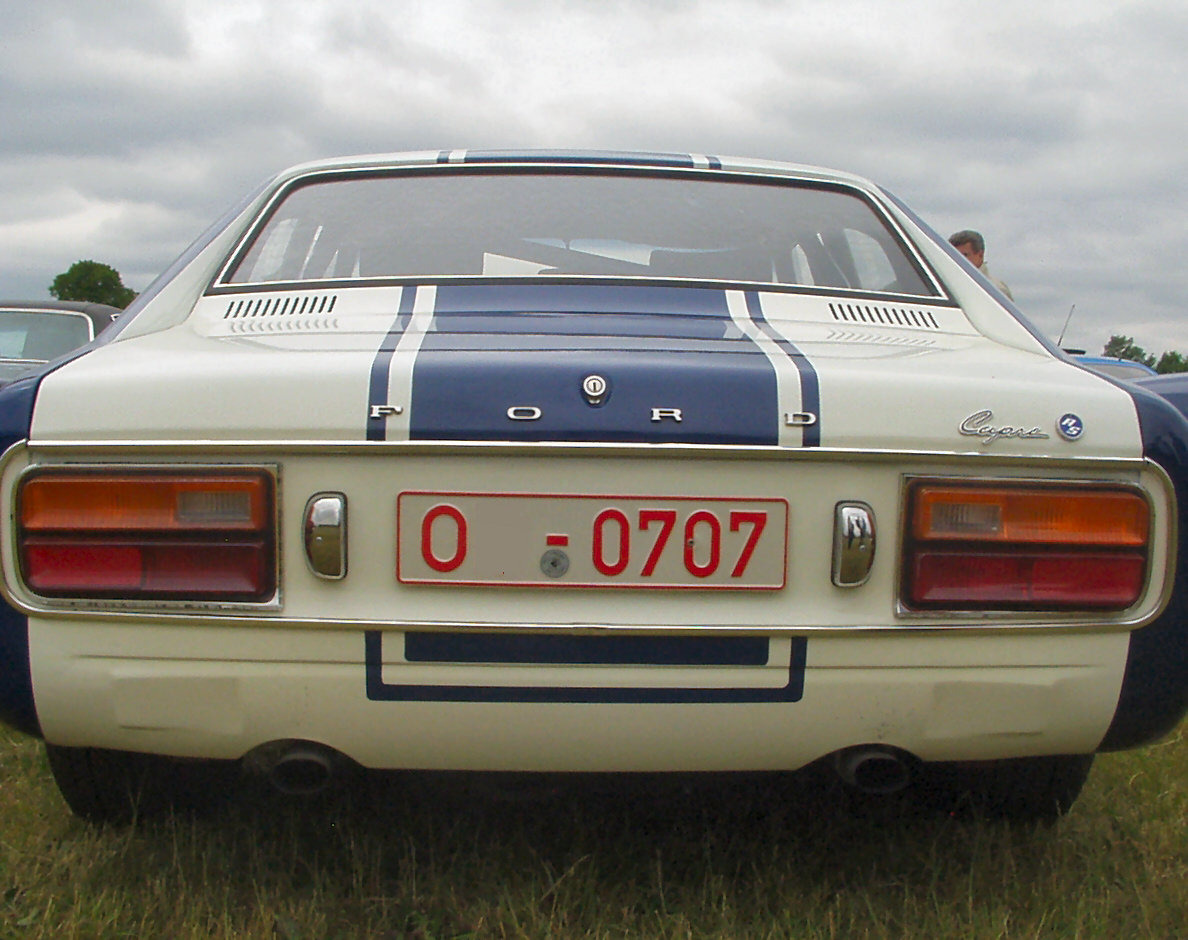
Ford Capri I RS Heckansicht
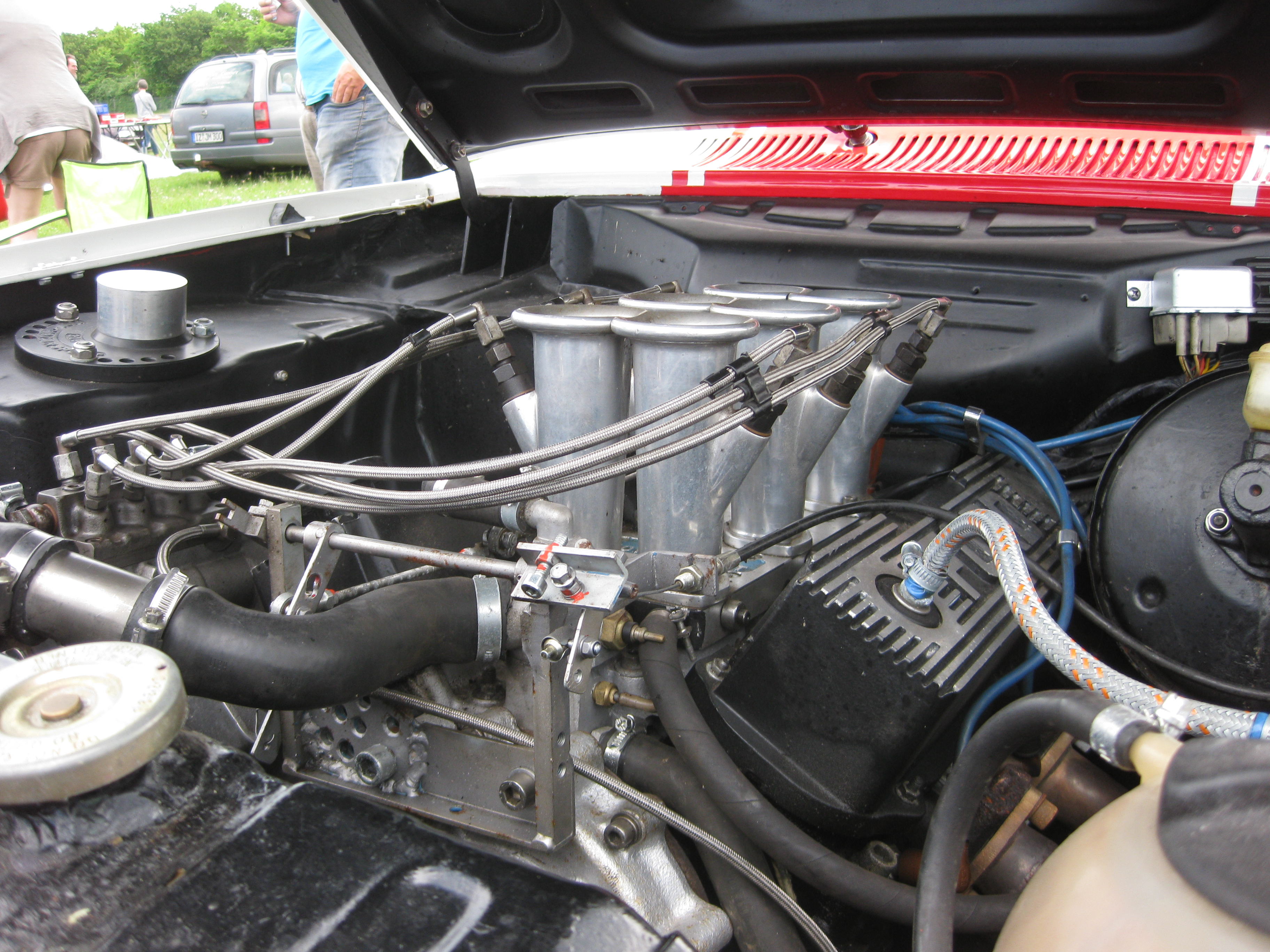
RS Motorraum

Im September 1970 erschien im Capri RS 2600 eine neue 2,6-Liter-Version des Kölner V6 mit Kugelfischer-Einspritzung und 150 PS. Der RS 2600 hatte Doppelscheinwerfer von der exportierten US-Version und die Blinker aus der US-Version waren vorne in der Schürze unter den Scheinwerfern platziert. Aus Gewichtsgründen (Homologation in der Klasse 2) wurde er bis Juli 1971 ohne Stoßstangen angeboten. Nach den Werksferien (Bandumstellung) bekam er vorne und hinten verchromte Stummelstoßstangen. Er hatte zusätzliche Lufteinlässe vorn über dem Nummernschild, ein Fahrwerk mit Bilstein-Gasdruckstoßdämpfern, verkürzten Schraubenfedern und Federbeinen vorne und Einblattfedern mit Distanzstücken hinten, wodurch die Karosserie um ca. 50 mm abgesenkt wurde, was eine hervorragende Straßenlage mit sich brachte. Der Motor des RS basierte auf dem 125 PS starken 2,6 L V6, hatte jedoch eine gestrokte Langhubkurbelwelle mit 69 mm statt 66,8 mm Hub, wodurch der Hubraum auf über 2635 cm³ angehoben wurde. Zusätzlich sollte er eine „schärfere 300°“ Nockenwelle erhalten, was aber die günstigere Versicherungsklasse (bis 150 PS) deutlich überstiegen hätte (ca. 165–175 PS wäre die Folge gewesen). Daher bekam er nur eine Seriennockenwelle mit 258° und hatte somit immer noch über 160 PS. Ford gab in jenen Jahren nominal nur 150 PS an. Dies war damals auch in Amerika üblich, um die Versicherungen nicht zu überreizen. Er besaß außerdem eine stärkere Ölpumpe, HD-Ventilfedern, sowie eine von Harry Weslake entwickelte und in Kölner Werksnähe aufgebaute Ansaugbrücke mit mechanischer Kugelfischer-Einspritzanlage sowie einer durchsatzstärkeren zweiflutigen Auspuffanlage bis zum Heck, mit Fächerkrümmer und zwei getrennten, ovalen Endrohren. Der Innenraum war mit cordbezogenen Sportsitzen (zunächst ohne Kopfstützen) und einer einteiligen Rückbank ohne Mittelarmlehne bestückt. Die Lenkung mit Lenkeinschlagbegrenzer wurde über ein tiefgeschüsseltes AVO-Lederlenkrad auf schwarzem Armaturenbrett bedient. Dieses Modell diente als Basis für diverse Rennsportmodelle.
| Ford Capri:                      | 1300                                                                      | 1500                                                                      | 1700                                                                      | 2000                                                                      | 2300                                                                      | 2600                                                                      | RS 2600                                                                   |
| -------------------------------- | ------------------------------------------------------------------------- | ------------------------------------------------------------------------- | ------------------------------------------------------------------------- | ------------------------------------------------------------------------- | ------------------------------------------------------------------------- | ------------------------------------------------------------------------- | ------------------------------------------------------------------------- |
| Motor:                           | 4-Zylinder-V-Motor (Viertakt)                                             | 4-Zylinder-V-Motor (Viertakt)                                             | 4-Zylinder-V-Motor (Viertakt)                                             | 6-Zylinder-V-Motor (Viertakt)                                             | 6-Zylinder-V-Motor (Viertakt)                                             | 6-Zylinder-V-Motor (Viertakt)                                             | 6-Zylinder-V-Motor (Viertakt)                                             |
| Hubraum:                         | 1305 cm³                                                                  | 1498 cm³                                                                  | 1699 cm³                                                                  | 1998 cm³                                                                  | 2293 cm³                                                                  | 2550 cm³                                                                  | 2637 cm³                                                                  |
| Bohrung × Hub:                   | 84 × 58,86 mm                                                             | 90 × 58,86 mm                                                             | 90 × 66,8 mm                                                              | 84 × 60,14 mm                                                             | 90 × 60,14 mm                                                             | 90 × 66,8 mm                                                              | 90 × 69 mm                                                                |
| Leistung bei 1/min:              | 36,8 kW (50 PS) bei 5000                                                  | 44,1–47,8 kW (60–65 PS) bei 4800–5000                                     | 55,1 kW (75 PS) bei 5000                                                  | 62,5–66,2 kW (85–90 PS) bei 5000                                          | 79,4–91,9 kW (108–125 PS) bei 5100–5500                                   | 91,9 kW (125 PS) bei 5300                                                 | 110,3 kW (150 PS) bei 5800                                                |
| Max. Drehmoment bei 1/min:       | 93 Nm bei 2500                                                            | 112–115 Nm bei 2400–2500                                                  | 127 Nm bei 2500                                                           | 148–152 Nm bei 3000                                                       | 181–183 Nm bei 3000–3500                                                  | 201 Nm bei 3000                                                           | 224 Nm bei 3500                                                           |
| Verdichtung:                     | 8,2 : 1                                                                   | 8,0–9,0 : 1                                                               | 9,0 : 1                                                                   | 8,0–9,0 : 1                                                               | 9,0 : 1                                                                   | 9,0 : 1                                                                   | 10,0 : 1                                                                  |
| Gemischaufbereitung:             | 1 Fallstromvergaser                                                       | 1 Fallstromvergaser                                                       | 1 Register-Fallstromvergaser                                              | 1 Doppel-Fallstromvergaser                                                | 1 Doppel-Fallstromvergaser                                                | 1 Doppel-Fallstromvergaser                                                | mechanische Kugelfischer-Einspritzung                                     |
| Ventilsteuerung:                 | Stoßstangen und Kipphebel (zentrale Nockenwelle, Stirnräder)              | Stoßstangen und Kipphebel (zentrale Nockenwelle, Stirnräder)              | Stoßstangen und Kipphebel (zentrale Nockenwelle, Stirnräder)              | Stoßstangen und Kipphebel (zentrale Nockenwelle, Stirnräder)              | Stoßstangen und Kipphebel (zentrale Nockenwelle, Stirnräder)              | Stoßstangen und Kipphebel (zentrale Nockenwelle, Stirnräder)              | Stoßstangen und Kipphebel (zentrale Nockenwelle, Stirnräder)              |
| Kühlung:                         | Wasserkühlung                                                             | Wasserkühlung                                                             | Wasserkühlung                                                             | Wasserkühlung                                                             | Wasserkühlung                                                             | Wasserkühlung                                                             | Wasserkühlung                                                             |
| Getriebe:                        | 4-Gang-Getriebe, Knüppelschaltung (a. W. Dreigangautomatik (Borg-Warner)) | 4-Gang-Getriebe, Knüppelschaltung (a. W. Dreigangautomatik (Borg-Warner)) | 4-Gang-Getriebe, Knüppelschaltung (a. W. Dreigangautomatik (Borg-Warner)) | 4-Gang-Getriebe, Knüppelschaltung (a. W. Dreigangautomatik (Borg-Warner)) | 4-Gang-Getriebe, Knüppelschaltung (a. W. Dreigangautomatik (Borg-Warner)) | 4-Gang-Getriebe, Knüppelschaltung (a. W. Dreigangautomatik (Borg-Warner)) | 4-Gang-Getriebe, Knüppelschaltung (a. W. Dreigangautomatik (Borg-Warner)) |
| Radaufhängung vorn:              | MacPherson-Federbeinachse, Schraubenfedern                                | MacPherson-Federbeinachse, Schraubenfedern                                | MacPherson-Federbeinachse, Schraubenfedern                                | MacPherson-Federbeinachse, Schraubenfedern                                | MacPherson-Federbeinachse, Schraubenfedern                                | MacPherson-Federbeinachse, Schraubenfedern                                | MacPherson-Federbeinachse, Schraubenfedern                                |
| Radaufhängung hinten:            | Starrachse mit halbelliptischen Blattfedern                               | Starrachse mit halbelliptischen Blattfedern                               | Starrachse mit halbelliptischen Blattfedern                               | Starrachse mit halbelliptischen Blattfedern                               | Starrachse mit halbelliptischen Blattfedern                               | Starrachse mit halbelliptischen Blattfedern                               | Starrachse mit halbelliptischen Blattfedern                               |
| Karosserie:                      | Stahlblech, selbsttragend                                                 | Stahlblech, selbsttragend                                                 | Stahlblech, selbsttragend                                                 | Stahlblech, selbsttragend                                                 | Stahlblech, selbsttragend                                                 | Stahlblech, selbsttragend                                                 | Stahlblech, selbsttragend                                                 |
| Spurweite vorn/hinten:           | 1346–1353/1320–1327 mm                                                    | 1346–1353/1320–1327 mm                                                    | 1346–1353/1320–1327 mm                                                    | 1346–1353/1320–1327 mm                                                    | 1346–1353/1320–1327 mm                                                    | 1346–1353/1320–1327 mm                                                    | 1346–1353/1320–1327 mm                                                    |
| Radstand:                        | 2559 mm                                                                   | 2559 mm                                                                   | 2559 mm                                                                   | 2559 mm                                                                   | 2559 mm                                                                   | 2559 mm                                                                   | 2559 mm                                                                   |
| Länge:                           | 4186–4303 mm                                                              | 4186–4303 mm                                                              | 4186–4303 mm                                                              | 4186–4303 mm                                                              | 4186–4303 mm                                                              | 4186–4303 mm                                                              | 4186–4303 mm                                                              |
| Leergewicht:                     | 975–1060 kg                                                               | 975–1060 kg                                                               | 975–1060 kg                                                               | 975–1060 kg                                                               | 975–1060 kg                                                               | 975–1060 kg                                                               | 975–1060 kg                                                               |
| Höchstgeschwindigkeit:           | 133 km/h                                                                  | 138–144 km/h                                                              | 148–152 km/h                                                              | 157–165 km/h                                                              | 175–185 km/h                                                              | 185–190 km/h                                                              | 202 km/h                                                                  |
| 0–100 km/h:                      | 24 s                                                                      | 18–21 s                                                                   | 15–17 s                                                                   | 12–15 s                                                                   | 10–12 s                                                                   | 10–11 s                                                                   | 9 s                                                                       |
| Verbrauch (Liter/100 Kilometer): | 10,5                                                                      | 11–12                                                                     | 11,5–12,5                                                                 | 12,5–13,5                                                                 | 13,5–14,5                                                                 | 14,5–15,5                                                                 | 17                                                                        |

### Modellpflege
Ab September 1972 bot Ford das Auto als Capri ’73 in überarbeiteter Form mit Rechteck- oder Doppelscheinwerfern, Blinkern in den Stoßstangen und vergrößerten Heckleuchten, geänderten Sitzen und einem komfortabler ausgelegten Fahrwerk an. Die V4-Motoren wurden durch 1,3- und 1,6-Liter-Reihenvierzylinder aus dem Taunus ersetzt, der britische 3,0-Liter-V6 war für die deutschen Capri-Modelle ebenfalls lieferbar, der 2,0-Liter-Reihenvierzylinder wurde nur in Exportversionen eingebaut.
1973 war mit 233.000 verkauften Exemplaren das erfolgreichste Jahr für die Baureihe. Im August 1973 lief der einmillionste Capri vom Band.
Der Capri 2600 RS wurde bei dieser Version auch wieder aufgelegt. Erkennbar war er an den geteilten Stoßstangen.
Bis Ende 1973 entstanden von der ersten Baureihe (einschließlich des Capri ’73) in Deutschland etwa 784.000 Stück. Davon wurden im Inland 244.000 Exemplare verkauft.

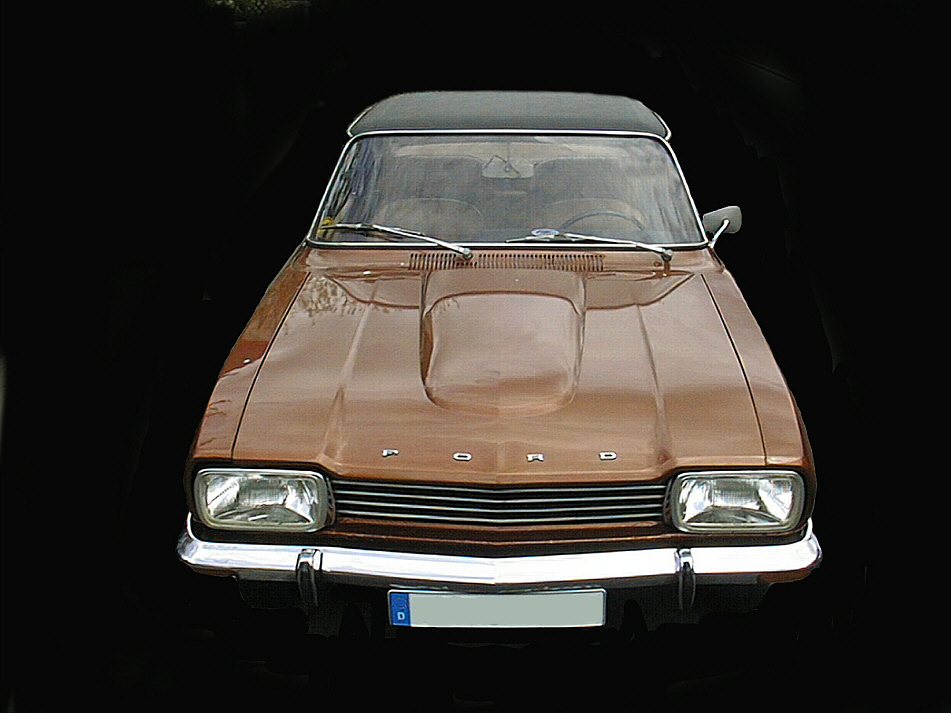
Ford Capri (1972–1973)
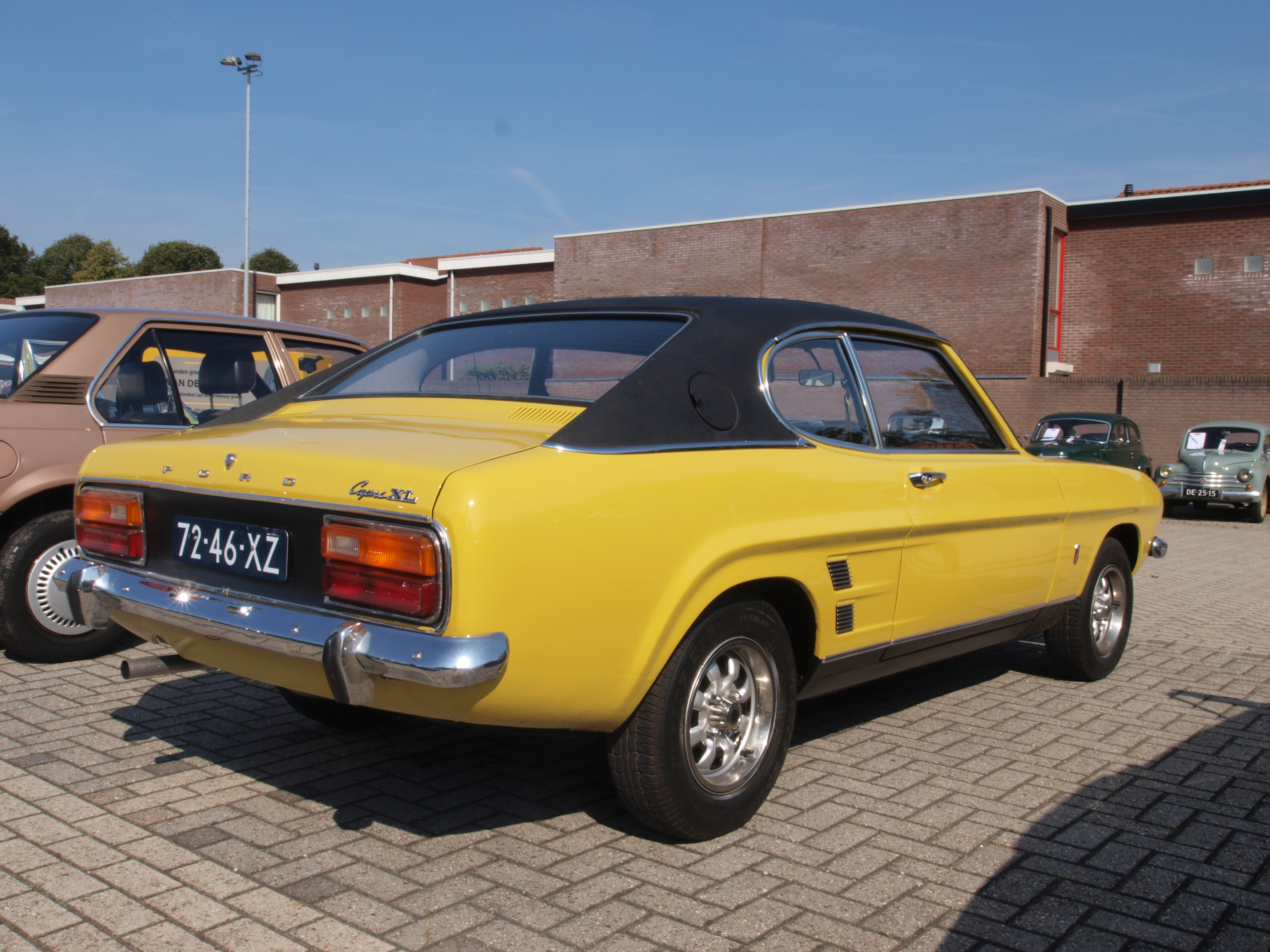
Heckansicht
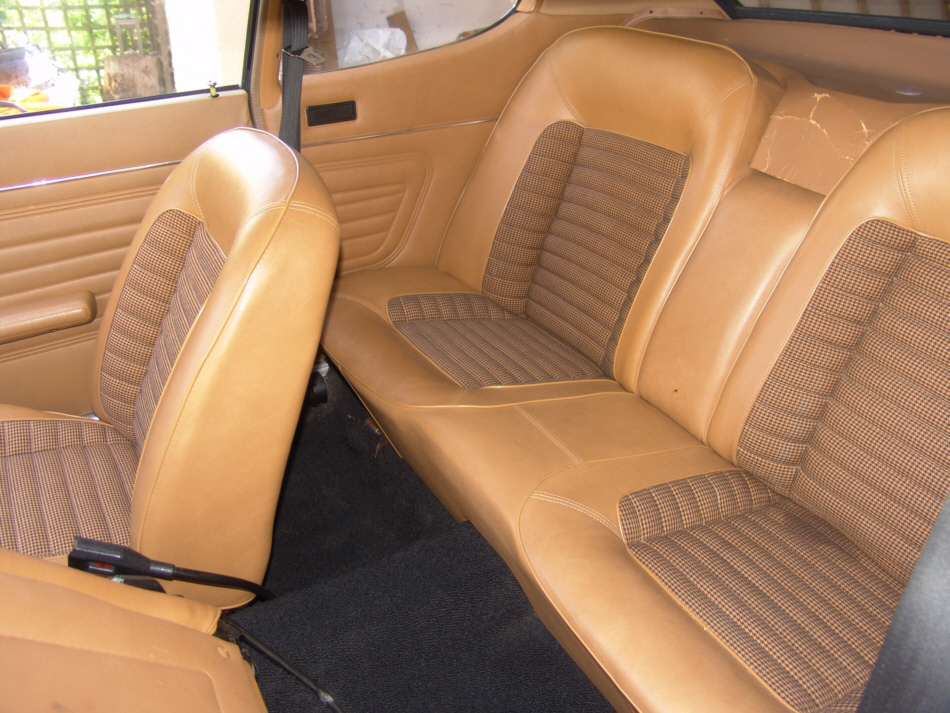
Innenraum
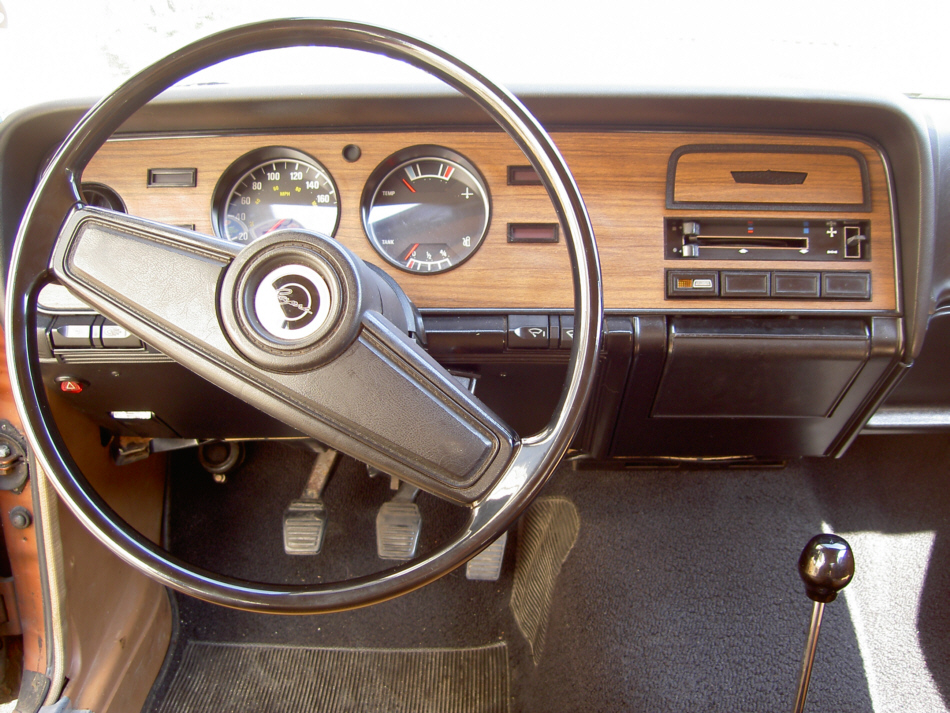
Armaturenbrett
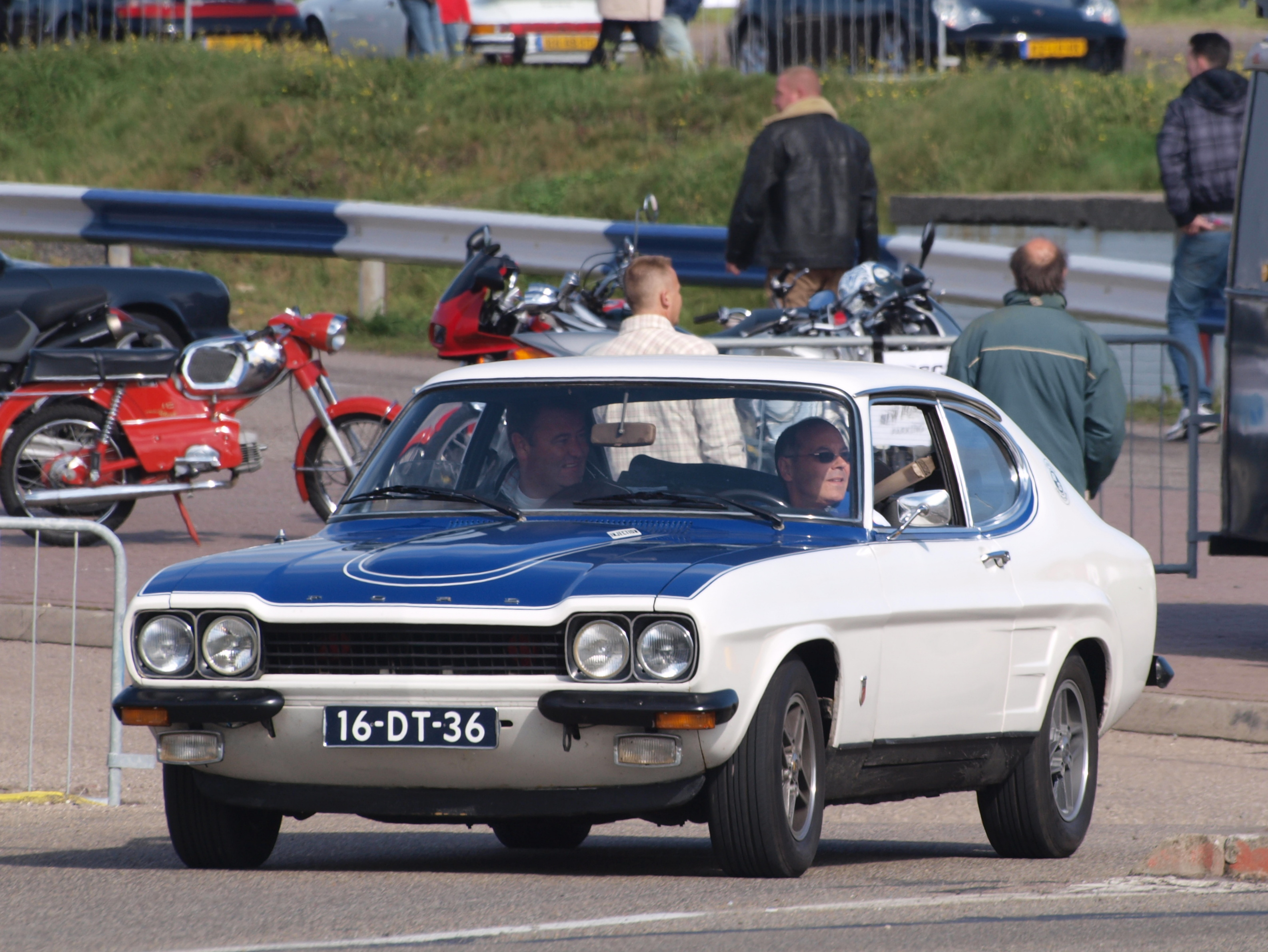
Ford Capri 2600 RS (1972–1973)

| Ford Capri:                      | 1300                                                                     | 1600                                                                     | 1600 GT                                                                  | 2300                                                                     | 2600                                                                     | 3000                                                                     | RS 2600                                                                  |
| -------------------------------- | ------------------------------------------------------------------------ | ------------------------------------------------------------------------ | ------------------------------------------------------------------------ | ------------------------------------------------------------------------ | ------------------------------------------------------------------------ | ------------------------------------------------------------------------ | ------------------------------------------------------------------------ |
| Motor:                           | 4-Zylinder-Reihenmotor (Viertakt)                                        | 4-Zylinder-Reihenmotor (Viertakt)                                        | 4-Zylinder-Reihenmotor (Viertakt)                                        | 6-Zylinder-V-Motor (Viertakt)                                            | 6-Zylinder-V-Motor (Viertakt)                                            | 6-Zylinder-V-Motor (Viertakt)                                            | 6-Zylinder-V-Motor (Viertakt)                                            |
| Hubraum:                         | 1293 cm³                                                                 | 1592 cm³                                                                 | 1592 cm³                                                                 | 2293 cm³                                                                 | 2550 cm³                                                                 | 2993 cm³                                                                 | 2637 cm³                                                                 |
| Bohrung × Hub:                   | 79 × 66 mm                                                               | 87,7 × 66 mm                                                             | 87,7 × 66 mm                                                             | 90 × 60,14 mm                                                            | 90 × 66,8 mm                                                             | 93,7 × 72,4 mm                                                           | 90 × 69 mm                                                               |
| Leistung bei 1/min:              | 40 kW (55 PS) bei 5500                                                   | 53 kW (72 PS) bei 5500                                                   | 65 kW (88 PS) bei 5700                                                   | 79,5 kW (108 PS) bei 5100                                                | 92 kW (125 PS) bei 5300                                                  | 103 kW (140 PS) bei 5300                                                 | 110,3 kW (150 PS) bei 5600                                               |
| Max. Drehmoment bei 1/min:       | 90 Nm bei 3000                                                           | 118 Nm bei 2700                                                          | 124 Nm bei 4000                                                          | 181 Nm bei 3000                                                          | 201 Nm bei 3000                                                          | 235 Nm bei 3000                                                          | 216 Nm bei 4000                                                          |
| Verdichtung:                     | 8,0 : 1                                                                  | 9,0 : 1                                                                  | 9,0 : 1                                                                  | 9,0 : 1                                                                  | 9,0 : 1                                                                  | 8,9 : 1                                                                  | 10,5 : 1                                                                 |
| Gemischaufbereitung:             | 1 Fallstromvergaser                                                      | 1 Fallstromvergaser                                                      | 1 Register-Fallstromvergaser                                             | 1 Doppel-Fallstromvergaser                                               | 1 Doppel-Fallstromvergaser                                               | 1 Doppel-Fallstromvergaser                                               | mechanische Kugelfischer-Einspritzung                                    |
| Ventilsteuerung:                 | hängende Ventile (obenliegende Nockenwelle, Zahnriemen)                  | hängende Ventile (obenliegende Nockenwelle, Zahnriemen)                  | hängende Ventile (obenliegende Nockenwelle, Zahnriemen)                  | Stoßstangen und Kipphebel (zentrale Nockenwelle, Stirnräder)             | Stoßstangen und Kipphebel (zentrale Nockenwelle, Stirnräder)             | Stoßstangen und Kipphebel (zentrale Nockenwelle, Stirnräder)             | Stoßstangen und Kipphebel (zentrale Nockenwelle, Stirnräder)             |
| Kühlung:                         | Wasserkühlung                                                            | Wasserkühlung                                                            | Wasserkühlung                                                            | Wasserkühlung                                                            | Wasserkühlung                                                            | Wasserkühlung                                                            | Wasserkühlung                                                            |
| Getriebe:                        | 4-Gang-Getriebe, Knüppelschaltung (a.W. Dreigangautomatik (Borg-Warner)) | 4-Gang-Getriebe, Knüppelschaltung (a.W. Dreigangautomatik (Borg-Warner)) | 4-Gang-Getriebe, Knüppelschaltung (a.W. Dreigangautomatik (Borg-Warner)) | 4-Gang-Getriebe, Knüppelschaltung (a.W. Dreigangautomatik (Borg-Warner)) | 4-Gang-Getriebe, Knüppelschaltung (a.W. Dreigangautomatik (Borg-Warner)) | 4-Gang-Getriebe, Knüppelschaltung (a.W. Dreigangautomatik (Borg-Warner)) | 4-Gang-Getriebe, Knüppelschaltung (a.W. Dreigangautomatik (Borg-Warner)) |
| Radaufhängung vorn:              | MacPherson-Federbeinachse, Schraubenfedern                               | MacPherson-Federbeinachse, Schraubenfedern                               | MacPherson-Federbeinachse, Schraubenfedern                               | MacPherson-Federbeinachse, Schraubenfedern                               | MacPherson-Federbeinachse, Schraubenfedern                               | MacPherson-Federbeinachse, Schraubenfedern                               | MacPherson-Federbeinachse, Schraubenfedern                               |
| Radaufhängung hinten:            | Starrachse mit halbelliptischen Blattfedern                              | Starrachse mit halbelliptischen Blattfedern                              | Starrachse mit halbelliptischen Blattfedern                              | Starrachse mit halbelliptischen Blattfedern                              | Starrachse mit halbelliptischen Blattfedern                              | Starrachse mit halbelliptischen Blattfedern                              | Starrachse mit halbelliptischen Blattfedern                              |
| Karosserie:                      | Stahlblech, selbsttragend                                                | Stahlblech, selbsttragend                                                | Stahlblech, selbsttragend                                                | Stahlblech, selbsttragend                                                | Stahlblech, selbsttragend                                                | Stahlblech, selbsttragend                                                | Stahlblech, selbsttragend                                                |
| Spurweite vorn/hinten:           | 1353–1392/1322–1327 mm                                                   | 1353–1392/1322–1327 mm                                                   | 1353–1392/1322–1327 mm                                                   | 1353–1392/1322–1327 mm                                                   | 1353–1392/1322–1327 mm                                                   | 1353–1392/1322–1327 mm                                                   | 1353–1392/1322–1327 mm                                                   |
| Radstand:                        | 2559 mm                                                                  | 2559 mm                                                                  | 2559 mm                                                                  | 2559 mm                                                                  | 2559 mm                                                                  | 2559 mm                                                                  | 2559 mm                                                                  |
| Länge:                           | 4240–4313 mm                                                             | 4240–4313 mm                                                             | 4240–4313 mm                                                             | 4240–4313 mm                                                             | 4240–4313 mm                                                             | 4240–4313 mm                                                             | 4240–4313 mm                                                             |
| Leergewicht:                     | 975–1140 kg                                                              | 975–1140 kg                                                              | 975–1140 kg                                                              | 975–1140 kg                                                              | 975–1140 kg                                                              | 975–1140 kg                                                              | 975–1140 kg                                                              |
| Höchstgeschwindigkeit:           | 140 km/h                                                                 | 150–155 km/h                                                             | 165–170 km/h                                                             | 175–180 km/h                                                             | 185–190 km/h                                                             | 193–198 km/h                                                             | 205 km/h                                                                 |
| 0–100 km/h:                      | 21 s                                                                     | 16–20 s                                                                  | 13–16 s                                                                  | 11–12 s                                                                  | 10–11 s                                                                  | 9–10 s                                                                   | 9 s                                                                      |
| Verbrauch (Liter/100 Kilometer): | 10,5                                                                     | 12–13                                                                    | 12,5–13,5                                                                | 13,5–14,5                                                                | 14,5–15,5                                                                | 15,5–16,5                                                                | 17                                                                       |

## Capri II ’74/’76 (1974–1977)

### Modellgeschichte
Da die Verkaufszahlen des ersten Capri stetig zurückgingen, war eine größere Überarbeitung erforderlich. Die Entwicklung wurde unter dem Namen „Diana“ geführt. Die Karosserie wurde neu gestaltet und erhielt größere Fensterflächen, womit auch auf die Kritik an der schlechten Sicht im Capri ’69 reagiert wurde. Neu war auch die große, oberhalb des Heckfensters angeschlagene Heckklappe.
Die Bodengruppe und die Technik wurde im Wesentlichen vom Capri ’73 übernommen. Dies ist auch der Grund, dass viele Bauteile unter den Capri-Baureihen gleich sind, wie Schweller, A-Säule oder Windschutzscheibe. Der Radstand und die vordere Spurweite entsprachen dem Vorgängermodell, wobei die hintere Spur um 56 mm verbreitert wurde. Durch die im Heck notwendigen Aussteifungen und die größeren Glasflächen stieg das Gewicht allerdings an. Sämtliche Außenbleche des Capri wurden geglättet.
Zudem kamen weichere Federn zum Einsatz, um das Fahrzeug auch für eine weniger sportlich eingestellte Zielgruppe interessant zu machen. Um dem Trampeln (Drehschwingungen der Achse) entgegenzuwirken, waren die Stoßdämpfer an der Achse wechselseitig (links hinter, rechts vor dem Achsrohr) montiert. Die nach vorn gerichteten Hebel des auf der Achse montierten Stabilisators wirkten als Längslenker, um das Bremsreaktionsmoment abzustützen.
Der Innenraum glich bis zur B-Säule ebenfalls dem Capri ’73. Die Rücksitze konnten nun (bei den höherwertigen Modellen auch einzeln) umgelegt werden und gaben im Zusammenhang mit der großen Heckklappe eine für Sportwagenverhältnisse große Ladefläche frei.
Die Motoren blieben nahezu unverändert. Lediglich der 1,3-Liter-Motor wurde erneuert, da Ford statt des Ford OHC („Pinto-Motor“) von 1970 mit obenliegender Nockenwelle hier den kostengünstigeren „Kent“-Stoßstangenmotor einbaute, dessen Konstruktion auf das Jahr 1959 zurückgeht.
Der Verkauf des Capri II startete im Februar 1974, also während der ersten Ölkrise. Dies war auch der Grund, warum im ersten Jahr in Deutschland nur 188 Fahrzeuge mit dem Dreiliter-Motor verkauft wurden.

### Ausstattungslinien
Der Capri II war in vier Ausstattungsvarianten verfügbar, das Basismodell war der Capri L. Die XL-Version war etwas luxuriöser, während die GT-Version eher die sportliche Käuferschicht ansprechen sollte. Neu hinzugekommen war der Capri Ghia, der die alte GXL-Version ablöste. Wie bei Ford üblich, waren die Motorisierungen nur nach Ausstattungsvarianten aufsteigend lieferbar. So konnte für die L- und XL-Versionen kein Sechszylinder geordert werden. Die kleinen Vierzylinder hingegen wurden im Ghia und im GT nicht angeboten.

### Modellpflege
Im Mai 1976 wurde das Modellprogramm neu geordnet. An die Stelle der bisherigen Ausstattungsstufen L, XL und GT traten die Ausstattungen L, GL, S und Ghia. Ab Oktober 1976 wurde die gesamte Capri-Fertigung auf das Werk Saarlouis konzentriert.
Ende 1977 wurde der Capri nach 513.500 dort verkauften Exemplaren vom US-amerikanischen Markt genommen. Zur selben Zeit endete die Produktion des Capri ’76.

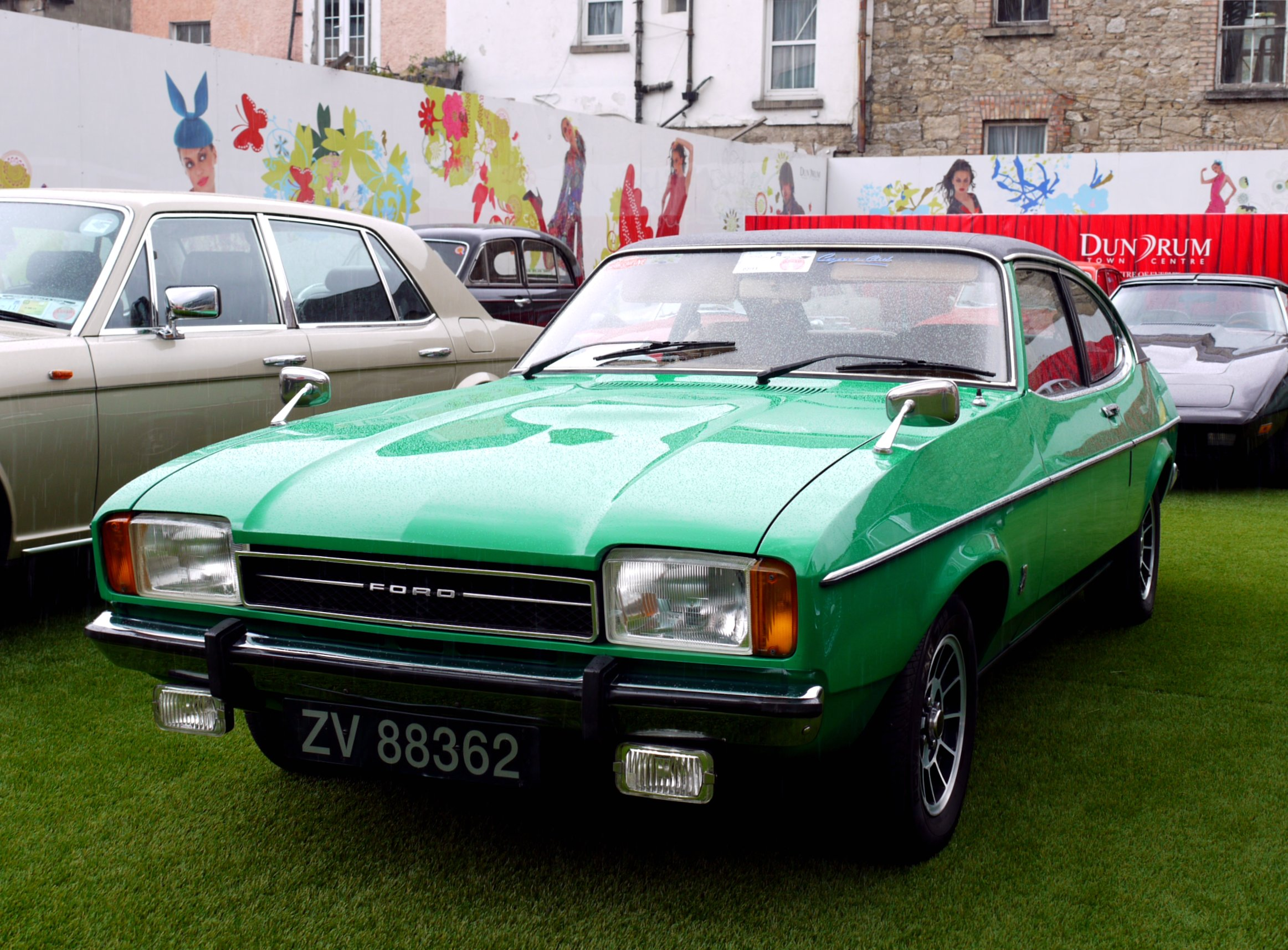
Ford Capri (1976–1977)
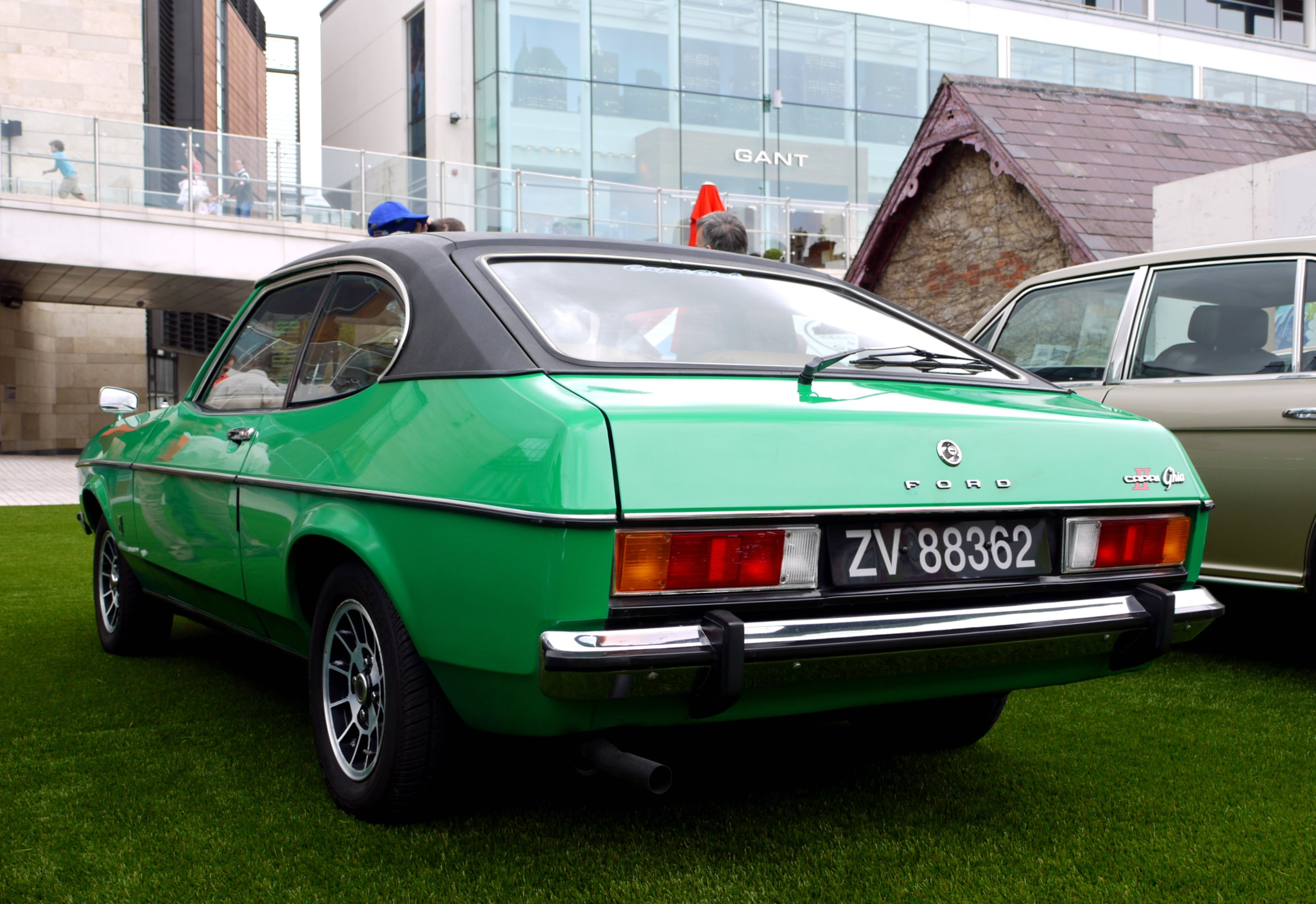
Heckansicht

| Ford Capri:                                          | 1300                                                                     | 1600                                                                     | 1600 GT                                                                  | 2000                                                                     | 2300                                                                     | 3000                                                                     |
| ---------------------------------------------------- | ------------------------------------------------------------------------ | ------------------------------------------------------------------------ | ------------------------------------------------------------------------ | ------------------------------------------------------------------------ | ------------------------------------------------------------------------ | ------------------------------------------------------------------------ |
| Motor:                                               | 4-Zylinder-Reihenmotor (Viertakt)                                        | 4-Zylinder-Reihenmotor (Viertakt)                                        | 4-Zylinder-Reihenmotor (Viertakt)                                        | 6-Zylinder-V-Motor (Viertakt)                                            | 6-Zylinder-V-Motor (Viertakt)                                            | 6-Zylinder-V-Motor (Viertakt)                                            |
| Hubraum:                                             | 1297 cm³                                                                 | 1592 cm³                                                                 | 1592 cm³                                                                 | 1999 cm³                                                                 | 2294 cm³                                                                 | 2993 cm³                                                                 |
| Bohrung × Hub:                                       | 80,98 × 62,99 mm                                                         | 87,7 × 66 mm                                                             | 87,7 × 66 mm                                                             | 84,0 × 60,14 mm                                                          | 90,0 × 60,14 mm                                                          | 93,7 × 72,4 mm                                                           |
| Leistung bei 1/min:                                  | 40 kW (54 PS) bei 5500                                                   | 53 kW (72 PS) bei 5500                                                   | 65 kW (88 PS) bei 5700                                                   | 66 kW (90 PS) bei 5000                                                   | 80 kW (108 PS) bei 5000                                                  | 102 kW (138 PS) bei 5300                                                 |
| Max. Drehmoment bei 1/min:                           | 89 Nm bei 3000                                                           | 118 Nm bei 2700                                                          | 124 Nm bei 4000                                                          | 150 Nm bei 3000                                                          | 181 Nm bei 3000                                                          | 235 Nm bei 3000                                                          |
| Verdichtung:                                         | 8,0 : 1                                                                  | 9,2 : 1                                                                  | 9,2 : 1                                                                  | 8,75 : 1                                                                 | 8,75 : 1                                                                 | 9,0 : 1                                                                  |
| Gemischaufbereitung:                                 | 1 Fallstromvergaser                                                      | 1 Fallstromvergaser                                                      | 1 Register-Fallstromvergaser                                             | 1 Doppel-Fallstromvergaser                                               | 1 Doppel-Fallstromvergaser                                               | 1 Doppel-Fallstromvergaser                                               |
| Ventilsteuerung:                                     | OHV                                                                      | OHC, Zahnriemen                                                          | OHC, Zahnriemen                                                          | Stoßstangen und Kipphebel (zentrale Nockenwelle, Stirnräder)             | Stoßstangen und Kipphebel (zentrale Nockenwelle, Stirnräder)             | Stoßstangen und Kipphebel (zentrale Nockenwelle, Stirnräder)             |
| Kühlung:                                             | Wasserkühlung                                                            | Wasserkühlung                                                            | Wasserkühlung                                                            | Wasserkühlung                                                            | Wasserkühlung                                                            | Wasserkühlung                                                            |
| Getriebe:                                            | 4-Gang-Getriebe, Knüppelschaltung (a.W. Dreigangautomatik (Borg-Warner)) | 4-Gang-Getriebe, Knüppelschaltung (a.W. Dreigangautomatik (Borg-Warner)) | 4-Gang-Getriebe, Knüppelschaltung (a.W. Dreigangautomatik (Borg-Warner)) | 4-Gang-Getriebe, Knüppelschaltung (a.W. Dreigangautomatik (Borg-Warner)) | 4-Gang-Getriebe, Knüppelschaltung (a.W. Dreigangautomatik (Borg-Warner)) | 4-Gang-Getriebe, Knüppelschaltung (a.W. Dreigangautomatik (Borg-Warner)) |
| Radaufhängung vorn:                                  | MacPherson-Federbeinachse, Schraubenfedern                               | MacPherson-Federbeinachse, Schraubenfedern                               | MacPherson-Federbeinachse, Schraubenfedern                               | MacPherson-Federbeinachse, Schraubenfedern                               | MacPherson-Federbeinachse, Schraubenfedern                               | MacPherson-Federbeinachse, Schraubenfedern                               |
| Radaufhängung hinten:                                | Starrachse mit halbelliptischen Blattfedern                              | Starrachse mit halbelliptischen Blattfedern                              | Starrachse mit halbelliptischen Blattfedern                              | Starrachse mit halbelliptischen Blattfedern                              | Starrachse mit halbelliptischen Blattfedern                              | Starrachse mit halbelliptischen Blattfedern                              |
| Karosserie:                                          | Stahlblech, selbsttragend                                                | Stahlblech, selbsttragend                                                | Stahlblech, selbsttragend                                                | Stahlblech, selbsttragend                                                | Stahlblech, selbsttragend                                                | Stahlblech, selbsttragend                                                |
| Spurweite vorn/hinten:                               | 1353–1392/1322–1327 mm                                                   | 1353–1392/1322–1327 mm                                                   | 1353–1392/1322–1327 mm                                                   | 1353–1392/1322–1327 mm                                                   | 1353–1392/1322–1327 mm                                                   | 1353–1392/1322–1327 mm                                                   |
| Radstand:                                            | 2559 mm                                                                  | 2559 mm                                                                  | 2559 mm                                                                  | 2559 mm                                                                  | 2559 mm                                                                  | 2559 mm                                                                  |
| Länge:                                               | 4240–4313 mm                                                             | 4240–4313 mm                                                             | 4240–4313 mm                                                             | 4240–4313 mm                                                             | 4240–4313 mm                                                             | 4240–4313 mm                                                             |
| Leergewicht:                                         | 975–1140 kg                                                              | 975–1140 kg                                                              | 975–1140 kg                                                              | 975–1140 kg                                                              | 975–1140 kg                                                              | 975–1140 kg                                                              |
| Höchstgeschwindigkeit (Automatikversion) km/h:       | 140                                                                      | 156 (151)                                                                | 168 (163)                                                                | 170 (166)                                                                | 178 (172)                                                                | 195 (190)                                                                |
| 0–100 km/h (Automatikversion)in s:                   | 23                                                                       | 16,4 (18,8)                                                              | 13,5 (16,1)                                                              | 14 (15,5)                                                                | 11,2 (12,6)                                                              | 8,9 (10,3)                                                               |
| Verbrauch (Automatikversion): in Liter/100 Kilometer | 8,7                                                                      | 8,2 (11,5)                                                               | 9,2 (10,1)                                                               | 10,5 (11,3)                                                              | 8,8 (9,7)                                                                | 10,7 (11,5)                                                              |

## Capri II ’78 (1978–1986)

### Modellgeschichte
Der im März 1978 präsentierte Capri II ’78 war eine stark überarbeitete Variante des Capri II ’74 und hörte intern auf die Bezeichnung „Projekt Carla“. Sie stellte eine gründliche Modellpflege der zweiten Generation dar.
Äußerlich war das inoffiziell gern als Capri III bezeichnete Fahrzeug an einer über die Doppelscheinwerfer gezogenen Motorhaube und einem veränderten Grillgitter sowie umgreifenden Stoßstangen erkennbar. In die Frontschürze wurde außerdem ein kleiner Spoiler integriert. Diese Änderungen verbesserten die Aerodynamik, was nicht zuletzt auch dem Kraftstoffverbrauch zugutekam.

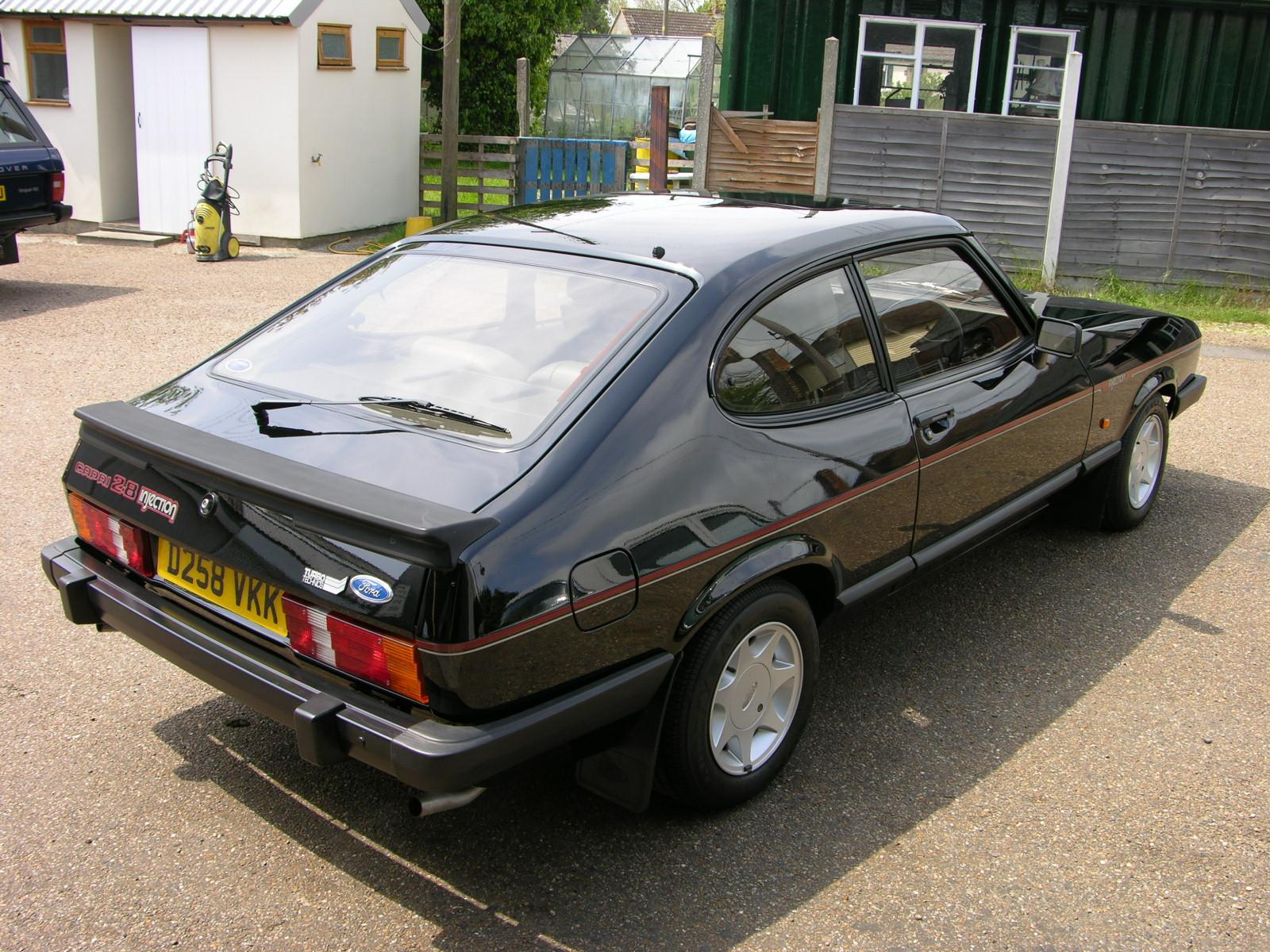
Ford Capri 2.8 injection

Die schon bei Erscheinen des ersten Capri-Modells veraltete Hinterachskonstruktion mit lediglich von Blattfedern geführter Starrachse wurde weiterhin beibehalten. Damit war der Ford Capri der letzte in Deutschland (einschließlich DDR) gebaute Pkw mit einer Hinterachse dieser Art.
Anfangs waren die Motor-Getriebe-Kombinationen des ursprünglichen Capri ’74 unverändert lieferbar, wobei der 3.0 S als Spitzenmodell galt. Besser als der „S“ verkaufte sich allerdings der komfortablere 3.0 Ghia mit Automatikgetriebe.
Ab Frühjahr 1981 entfielen die 2,0-Liter und 3,0-Liter-V6-Motoren, während auf dem Genfer Salon der modernere 2.8 injection debütierte.
Ab November 1984 wurde der Capri nur noch als Rechtslenker gebaut und in Großbritannien verkauft.
Als im Dezember 1986 die Capri-Fertigung endgültig eingestellt wurde, waren insgesamt 1.886.647 Exemplare hergestellt worden.

### Sondermodelle
- Beim 2.8 injection handelte es sich um eine Sportversion mit mechanischer K-Jetronic-Saugrohreinspritzung. Der 2,8 Liter große V6 leistete 118 kW (160 PS) und ermöglichte eine Höchstgeschwindigkeit von 210 km/h, war aber zunächst nur mit einem Vierganggetriebe ausgestattet. Mit diesem „Einspritz-Capri“ belebte Ford die Modellreihe, die daraufhin länger als ursprünglich geplant in Produktion blieb.
- Der Capri Turbo wurde im Sommer 1981 vorgestellt. Der 188 PS leistende V6-Motor mit einem Garrett T04 B50 Turbolader basierte auf dem 2,8-Liter-Vergasermotor. Es handelte sich dabei um einen verbreiterten Capri ’78 mit 7,5×13-Zoll-Ronal-Rädern und 235/60×13-Bereifung. Er hatte zudem einen großen Frontspoiler, einen Heckflügel und – wie schon der 2.8injection – ein sportlicheres Fahrwerk mit Gasdruckstoßdämpfern, 25 mm Tieferlegung sowie verstärkten Stabilisatoren. Das Fahrzeug beschleunigte in 8 Sekunden von 0 auf 100 km/h, wobei die Höchstgeschwindigkeit auf 215 km/h begrenzt wurde. Die Ausstattung war ähnlich der eines Ghia mit Sportsitzen, großer Mittelkonsole, RS-Lederlenkrad und besonderer Innenverkleidung. Der Preis lag bei ca. 33.000 DM.
Die Produktion des Capri 2,8 Turbo war allerdings auf 200 Exemplare limitiert, weshalb sie bereits Mitte 1982 beendet wurde.

| Ford Capri:                       | 1,6 LC                                                                                     | 1,6 HC                                                                                     | 2,0                                                                                        | 2,0 (V6)                                                                                   | 2,3                                                                                        | 2,8 injection                                                                              | 2,8 Turbo                                                                                  |
| --------------------------------- | ------------------------------------------------------------------------------------------ | ------------------------------------------------------------------------------------------ | ------------------------------------------------------------------------------------------ | ------------------------------------------------------------------------------------------ | ------------------------------------------------------------------------------------------ | ------------------------------------------------------------------------------------------ | ------------------------------------------------------------------------------------------ |
| Motor:                            | 4-Zylinder-Reihenmotor (Viertakt)                                                          | 4-Zylinder-Reihenmotor (Viertakt)                                                          | 4-Zylinder-Reihenmotor (Viertakt)                                                          | 6-Zylinder-V-Motor (Viertakt)                                                              | 6-Zylinder-V-Motor (Viertakt)                                                              | 6-Zylinder-V-Motor (Viertakt)                                                              | 6-Zylinder-V-Motor (Viertakt)                                                              |
| Hubraum:                          | 1593 cm³                                                                                   | 1593 cm³                                                                                   | 1993 cm³                                                                                   | 1999 cm³                                                                                   | 2294 cm³                                                                                   | 2792 cm³                                                                                   | 2792 cm³                                                                                   |
| Bohrung × Hub:                    | 87,7 × 66 mm                                                                               | 87,7 × 66 mm                                                                               | 90,8 × 77 mm                                                                               | 84,6 × 60,1 mm                                                                             | 90 × 60,14 mm                                                                              | 93 × 68,85 mm                                                                              | 93 × 68,85 mm                                                                              |
| Leistung bei 1/min:               | 51 kW (70 PS) 5300                                                                         | 54 kW (73 PS) 5300                                                                         | 74 kW (101 PS) 5200                                                                        | 66 kW (90 PS) 5100                                                                         | 84 kW (114 PS) 5300                                                                        | 118 kW (160 PS) 5700                                                                       | 138 kW (188 PS) 5500                                                                       |
| Max. Drehmoment bei 1/min:        | 113 Nm 2700                                                                                | 117 Nm 2700                                                                                | 153 Nm 4000                                                                                | 141 Nm 3000                                                                                | 176 Nm 3000                                                                                | 221 Nm 4300                                                                                | 263 Nm 4500                                                                                |
| Verdichtung:                      | 8,2 : 1                                                                                    | 9,2 : 1                                                                                    | 9,2 : 1                                                                                    | 8,2 : 1                                                                                    | 9,0 : 1                                                                                    | 9,2 : 1                                                                                    | 9,2 : 1                                                                                    |
| Gemischaufbereitung:              | 1 Fallstromvergaser                                                                        | 1 Fallstromvergaser                                                                        | 1 Register-Fallstromvergaser                                                               | 1 Doppel-Fallstromvergaser                                                                 | 1 Doppel-Fallstromvergaser                                                                 | mechanische Einspritzung Bosch K-Jetronic                                                  | 1 Doppel-Fallstromvergaser                                                                 |
| Ventilsteuerung:                  | OHC obenliegende Nockenwelle, Kipphebel, Zahnriemen                                        | OHC obenliegende Nockenwelle, Kipphebel, Zahnriemen                                        | OHC obenliegende Nockenwelle, Kipphebel, Zahnriemen                                        | OHV zentrale Nockenwelle, Stoßstangen und Kipphebel, Stirnräder                            | OHV zentrale Nockenwelle, Stoßstangen und Kipphebel, Stirnräder                            | OHV zentrale Nockenwelle, Stoßstangen und Kipphebel, Stirnräder                            | OHV zentrale Nockenwelle, Stoßstangen und Kipphebel, Stirnräder                            |
| Kühlung:                          | Wasserkühlung                                                                              | Wasserkühlung                                                                              | Wasserkühlung                                                                              | Wasserkühlung                                                                              | Wasserkühlung                                                                              | Wasserkühlung                                                                              | Wasserkühlung                                                                              |
| Getriebe:                         | 4-Gang-Getriebe, Knüppelschaltung (a.W. Fünfganggetriebe oder Dreigangautomatik (Ford C3)) | 4-Gang-Getriebe, Knüppelschaltung (a.W. Fünfganggetriebe oder Dreigangautomatik (Ford C3)) | 4-Gang-Getriebe, Knüppelschaltung (a.W. Fünfganggetriebe oder Dreigangautomatik (Ford C3)) | 4-Gang-Getriebe, Knüppelschaltung (a.W. Fünfganggetriebe oder Dreigangautomatik (Ford C3)) | 4-Gang-Getriebe, Knüppelschaltung (a.W. Fünfganggetriebe oder Dreigangautomatik (Ford C3)) | 4-Gang-Getriebe, Knüppelschaltung (a.W. Fünfganggetriebe oder Dreigangautomatik (Ford C3)) | 4-Gang-Getriebe, Knüppelschaltung (a.W. Fünfganggetriebe oder Dreigangautomatik (Ford C3)) |
| Radaufhängung vorn:               | MacPherson-Federbeinachse, Schraubenfedern                                                 | MacPherson-Federbeinachse, Schraubenfedern                                                 | MacPherson-Federbeinachse, Schraubenfedern                                                 | MacPherson-Federbeinachse, Schraubenfedern                                                 | MacPherson-Federbeinachse, Schraubenfedern                                                 | MacPherson-Federbeinachse, Schraubenfedern                                                 | MacPherson-Federbeinachse, Schraubenfedern                                                 |
| Radaufhängung hinten:             | Starrachse mit halbelliptischen Blattfedern                                                | Starrachse mit halbelliptischen Blattfedern                                                | Starrachse mit halbelliptischen Blattfedern                                                | Starrachse mit halbelliptischen Blattfedern                                                | Starrachse mit halbelliptischen Blattfedern                                                | Starrachse mit halbelliptischen Blattfedern                                                | Starrachse mit halbelliptischen Blattfedern                                                |
| Karosserie:                       | Stahlblech, selbsttragend                                                                  | Stahlblech, selbsttragend                                                                  | Stahlblech, selbsttragend                                                                  | Stahlblech, selbsttragend                                                                  | Stahlblech, selbsttragend                                                                  | Stahlblech, selbsttragend                                                                  | Stahlblech, selbsttragend                                                                  |
| Spurweite vorn/hinten:            | 1353–1400/1384 – 1431 mm                                                                   | 1353–1400/1384 – 1431 mm                                                                   | 1353–1400/1384 – 1431 mm                                                                   | 1353–1400/1384 – 1431 mm                                                                   | 1353–1400/1384 – 1431 mm                                                                   | 1353–1400/1384 – 1431 mm                                                                   | 1353–1400/1384 – 1431 mm                                                                   |
| Radstand:                         | 2563 mm                                                                                    | 2563 mm                                                                                    | 2563 mm                                                                                    | 2563 mm                                                                                    | 2563 mm                                                                                    | 2563 mm                                                                                    | 2563 mm                                                                                    |
| Länge:                            | 4376–4439 mm                                                                               | 4376–4439 mm                                                                               | 4376–4439 mm                                                                               | 4376–4439 mm                                                                               | 4376–4439 mm                                                                               | 4376–4439 mm                                                                               | 4376–4439 mm                                                                               |
| Leergewicht:                      | 1040–1250 kg                                                                               | 1040–1250 kg                                                                               | 1040–1250 kg                                                                               | 1040–1250 kg                                                                               | 1040–1250 kg                                                                               | 1040–1250 kg                                                                               | 1040–1250 kg                                                                               |
| Höchstgeschwindigkeit:            | 155 km/h                                                                                   | 155–160 km/h                                                                               | 175–180 km/h                                                                               | 165–170 km/h                                                                               | 178–183 km/h                                                                               | 210 km/h                                                                                   | 220 km/h                                                                                   |
| Beschleunigung 0–100 km/h:        | 16,5 s                                                                                     | 16–19 s                                                                                    | 13–14,5 s                                                                                  | 14–15,5 s                                                                                  | 12–13 s                                                                                    | 9 s                                                                                        | 8 s                                                                                        |
| Verbrauch in Liter/100 Kilometer: | 11,5                                                                                       | 11,5–12,5                                                                                  | 13–14                                                                                      | 13,5–14,5                                                                                  | 13,5–14,5                                                                                  | 15                                                                                         | 15,5                                                                                       |

## Baureihenbezeichnungen
Den Ford Capri gab es in zwei Hauptbaureihen, die im Laufe der Zeit verschiedene Modifikationen erfuhren. Allgemein üblich ist jedoch die Unterteilung in drei Baureihen. Der verantwortliche Chefdesigner für alle Baureihen war Uwe Bahnsen. Nachstehend eine Übersicht der allgemein gebräuchlichen und der offiziellen Baureihenbezeichnungen:
Capri (1968 bis 1973)
| offizielle Bezeichnung | - | Bauzeitraum         |
| Capri ’69              | - | 11/1968 bis 08/1972 |
| Capri ’73              | - | 09/1972 bis 12/1973 |

Capri (1974 bis 1977)
| offizielle Bezeichnung | - | Bauzeitraum         |
| Capri II ’74           | - | 01/1974 bis 05/1976 |
| Capri II ’76           | - | 05/1976 bis 12/1977 |

Capri (1978 bis 1986)
| offizielle Bezeichnung | - | Bauzeitraum         |
| Capri II ’78           | - | 01/1978 bis 12/1986 |

Abweichend davon waren in anderen europäischen Ländern wie Großbritannien auch Modellbezeichnungen wie Capri MK1, MK2 und MK3 gängig.

## Außerhalb Europas
Im April 1970 begann Ford mit dem Verkauf des Capri in Nordamerika, Südafrika und Australien.
- USA: Die US-Versionen, die ausschließlich im Werk Köln gebaut wurden, erhielten Doppelscheinwerfer, geänderte Stoßstangen und trugen keinerlei Markenemblem; vermarktet wurden sie offiziell als „Capri imported by Lincoln-Mercury“ – und verkauft, wie auch der De Tomaso Pantera, über Mercury-Händler. Der Capri war nach dem VW Käfer zeitweise das meistverkaufte Importmodell in den Vereinigten Staaten. 1970 wurde er von einem britischen Kent-Motor mit 1600 cm³ und 64 PS angetrieben, ab 1971 von einem Zweiliter-Reihenvierzylinder mit 101 PS. Ab 1972 wurde in den USA zusätzlich der Capri 2600 GT mit dem hier 120 PS leistenden 2,6-Liter-V6 angeboten. Der Export in die USA währte bis 1977.
- Südafrika: Ford Südafrika importierte ab April 1970 ebenfalls den Capri, vorzugsweise als 3.0 GT. Etliche dieser Capris wurden vom ortsansässigen Spezialisten Basil Green Racing mit dem Fünfliter-V8 von Ford USA ausgerüstet; diese sogenannten Perana Capris traten mit einigem Erfolg in der südafrikanischen Tourenwagenmeisterschaft an und holten den Titel der Saison 1970, ehe sie von den Veranstaltern ausgeschlossen wurden. Auch vom Capri II und II'78 gelangten einige Exemplare nach Südafrika.
- Australien: Ford Australien montierte von 1969 bis 1972 den Capri im Werk Sydney aus angelieferten Teilesätzen. Ursprünglich bot man den 1600 in Basis- und GT-Version mit dem britischen 1,6-Liter-Reihenvierzylinder an. Anfang 1970 kam eine Version mit dem Essex-Dreiliter-V6 und GT-Ausstattung dazu. Wegen mangelnder Nachfrage wurde die Montage im November 1972 nach etwa 15.000 Exemplaren eingestellt. Weder der Capri ’73 noch der Capri II und II '78 wurden in Australien montiert, im Jahr 1973 aber 50 Exemplare des Capri RS 3100 importiert. Von 1989 bis 1994 wurde in Australien ein auf dem Mazda 323 basierender, zweisitziger Roadster unter der Bezeichnung Ford Capri produziert und als Mercury Capri auch in die USA exportiert.

## Sondermodelle
Sondermodelle ab Werk wurden unter anderem von der britischen Ford-Tochter angeboten:
- Capri Cabaret  (I und II; 1.6 und 2.0)
- Capri Calypso (I und II; 1.6)
- Capri Cameo (1.3 und 1.6)
- Capri GT4 (1.6 und 2.0)
- Capri Tempo (1.3 und 1.6)

Außer den Serienmodellen entstanden auch Sondermodelle wie der Tickford, Cabrios von Deutsch und aus Halewood. Sogar Aston-Martin-Capris wurden gebaut. Der Konstrukteur Ing. Gerd Knözinger stattete unter dem Firmennamen MAKO Capris mit V8-Motoren aus (33 Capri II und 17 Capri II '78). Seine mit 4,9 Litern Hubraum und in verschiedenen Leistungsstufen gebauten Fahrzeuge waren mit dem Antriebsstrang und der Bremsanlage des Ford Mustang ausgerüstet. Der Vertrieb der schnellen MAKO-Fahrzeuge endete allerdings bereits Anfang der 1980er-Jahre. Nicht alle Makos erhielten den V8-Motor, einige wurden „nur“ mit dem 3-Liter-Essex-Motor ausgeliefert. In der Schweiz prüfte ein Tuner ebenfalls einen Umbau auf den Ford-V8-Motor, dies allerdings erst in den 1990er-Jahren. Dem Tuner R. Bosshard stünde es mit diesem Gutachten frei, andere Capris auf V8 umzubauen, doch es blieb bei einem Einzelstück: einen Capri II, welcher sich bis heute in seinem Besitz befindet.
Im Sommer 1981 brachte Ford den heute am wohl meisten gesuchten Capri Turbo in begrenzter Stückzahl heraus. Das in nur 200 Exemplaren gefertigte Fahrzeug wurde nur über das RS-Händlernetz angeboten und war vom normalen Capri durch verschiedene RS-typische Merkmale zu unterscheiden. Die von Erich Zakowski in der Eifel umgebauten Fahrzeuge haben eine Kennzeichnung auf dem Kardantunnel. Als Basis dienten die Modelle mit dem 2,8-Liter-Einspritzmotor, wobei die Hinterachse ein Sperrdifferenzial erhielt. Als Antrieb diente der 2,8 Liter große V6 mit Vergaser. Der Luftsammler trug die Aufschrift Ford. Der Turbolader stammte von Garret und der Ladedruck sollte 0,4 bar nicht überschreiten. Das mechanische 4-Gang-Getriebe kam aus der englischen Fertigungsstelle Dagenham und war ein Serienbauteil von Granada und Capri mit 2,6- und 3,0 l-Motor.
Zum Erscheinungsbild gehörten Kotflügelverbreiterungen aus GFK, ein Front- und ein doppelter Heckspoiler, 235/60R13-Reifen auf breiten Stahlrädern bzw. auf Wunsch mit 7,5-Zoll-Ronal-Aluminiumrädern sowie eine andere Abgasanlage. Der Innenraum war mit Sportsitzen in grauem Velourstoff und einem 4-Speichen-RS-Lenkrad ausgestattet. Es gibt mittlerweile auch ein Werksturboforum in der Schweiz, wo alle noch bekannten Fahrzeuge gelistet sind und sich Fahrer solcher Fahrzeuge austauschen können. Auch andere Tuner wie Suhe, Wolf Motorsport oder Gerstmann boten sowohl optisches als auch technisches Zubehör für das Sportcoupé an.

### Capri Tuning (Turbo)-Modelle (für den öffentlichen Straßenverkehr)
Schon 1970 gab es einen Capri I mit einem May-Turbolader. Dieser Capri, dessen 2,3-l-Motor serienmäßig maximal 79 kW (108 PS) leistete, entwickelte bei einem Ladedruck von 0,5 bar 132 kW (180 PS). Die gleiche Anlage in einem 2,6-Liter mit 92 kW (125 PS) erbrachte 152 kW (207 PS). Möglich war das, da die Serienmotoren nur 9,0:1 verdichteten. Lediglich die Zylinderkopfdichtungen mussten verstärkt werden, um dem Motor dieses Leistungspotenzial zu erlauben.
Im Capri II wurde zwischen 1974 und 1978 nur der 2,3-Liter-Motor aufgeladen. Die Leistung entsprach mit 132 kW (180 PS) der des Capri I mit 2,3-Liter-Turbo.
Im Capri II '78 (oder „Capri III“, wie er im Volksmund hieß) wurde werkseitig ein 2,8-Liter-Vergasermotor mit 99 kW (135 PS) auf 138 kW (188 PS) aufgeladen. Ab Werk wurde er mit einer nitrierten Kurbelwelle und einer Ölpumpe mit mehr Förderleistung ausgerüstet. Wer mehr PS haben wollte, ließ sich den 2,8-Liter-Injection mit einem Turbolader auf ca. 158 kW (215 PS) tunen.
Von Ford wurde auch das Tunen von 2,3-Liter-V6 und 2,6-Liter-V6 Motoren auf 2,6-Liter-RSV angeboten. Dafür mussten grundsätzlich die Kurbelwelle, Nockenwelle, Ölpumpe, Auspuffkrümmer/-anlage und diverse Kleinteile des Motors ausgetauscht werden, um eine Leistungssteigerung auf ca. 103 kW (140 PS) (ist leicht untertrieben) zu erreichen.

## Motorsport
Als „Kultauto“ gilt in erster Linie der Ford Capri RS 2600. Er wurde von Herbst 1970 bis zum Ende der Baureihe im Dezember 1973 gebaut. Dieses Fahrzeug war mit einer mechanischen Kugelfischer-Einspritzanlage ausgerüstet, die zu dieser Zeit verbreitet im Motorsport, aber auch bei schnellen Serienfahrzeugen wie dem BMW 2002 tii eingesetzt wurde. Für den 2,6-Liter-Motor wurden 150 PS angegeben. Diese Angabe war untertrieben. Die meisten Fahrzeuge hatten zwischen 160 und 170 PS, womit die für damalige Verhältnisse hervorragenden Fahrleistungen zu erklären sind (0–100 in ca. 7,7 bis 8,0 Sekunden bei einer Höchstgeschwindigkeit von 200 km/h). Dieses Fahrzeug war die Basis für die werkseigenen Renncapris.

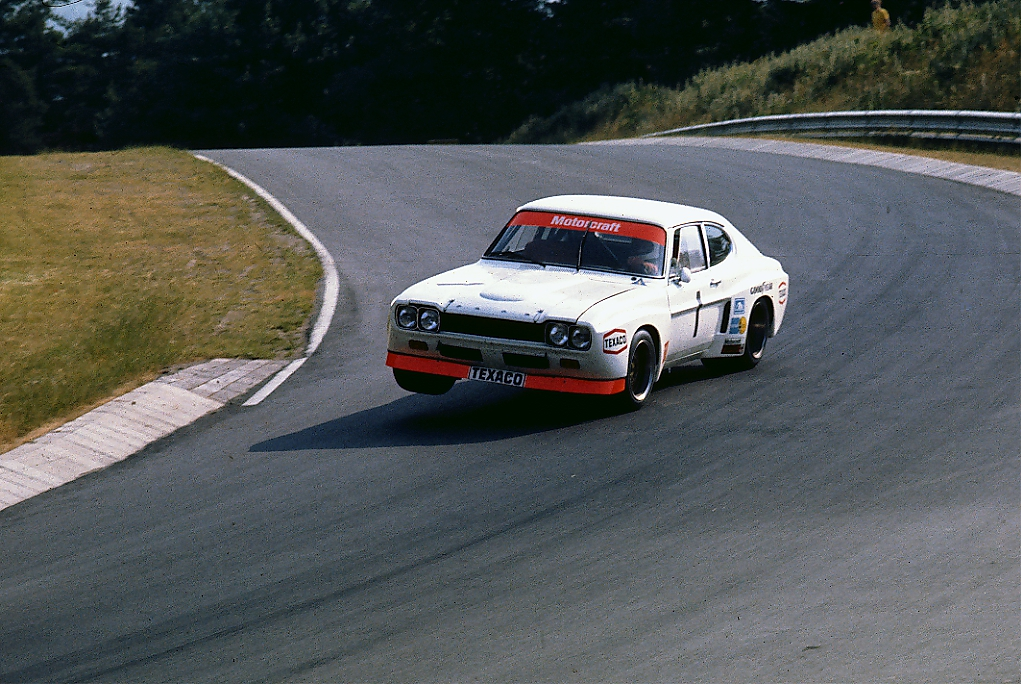
Ford Capri mit Jackie Stewart 1973 auf dem Nürburgring

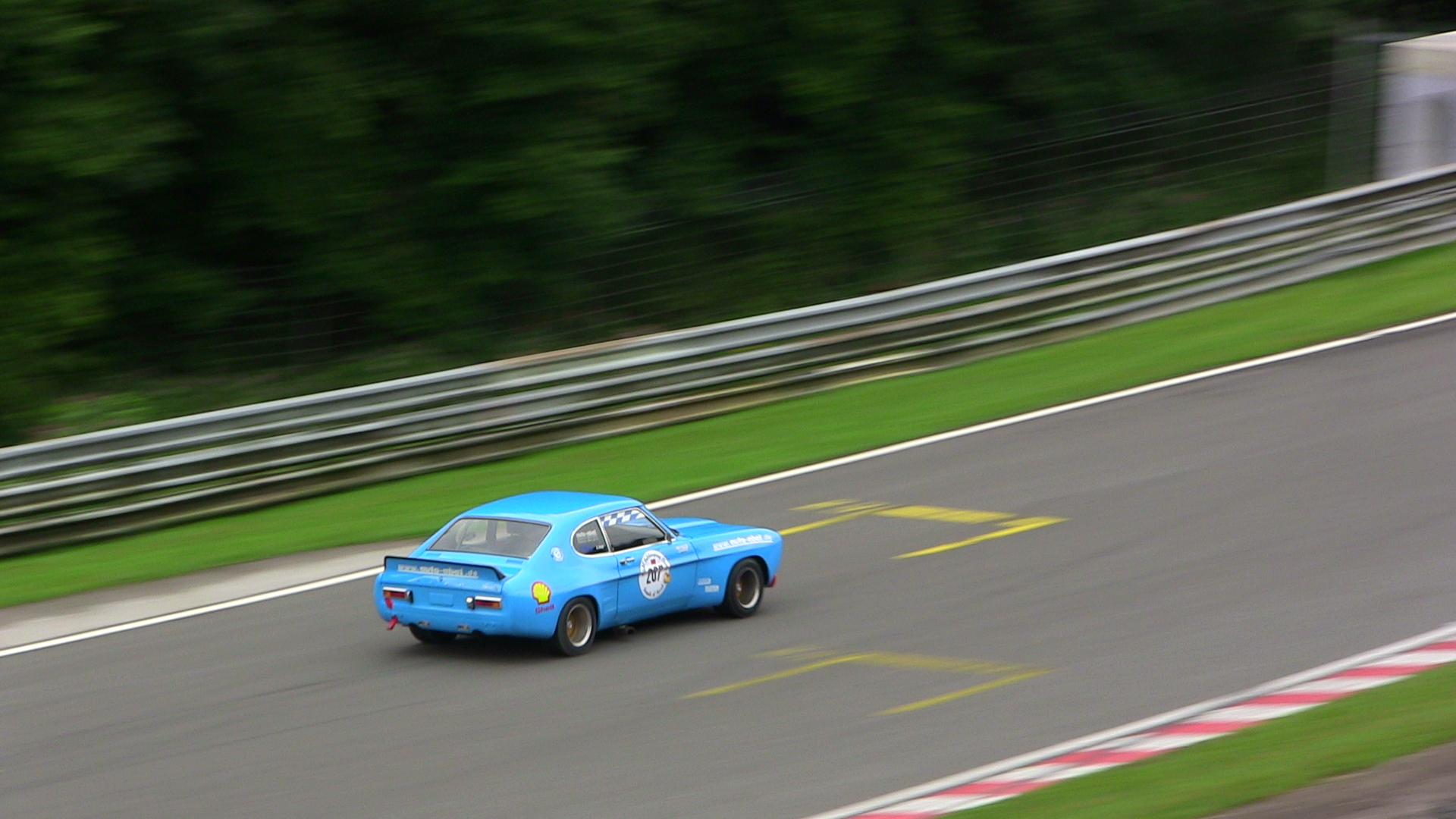
Ford Capri RS 2600 2014 auf dem Salzburgring

Der Capri 2.6 RS wurde auf Initiative des damaligen Leiters der Ford-RS-Abteilung Jochen Neerpasch entwickelt und diente zur Homologation. In diesem Zusammenhang wurde auch eine Wettbewerbsversion für Privatfahrer ab Werk über die Motorsportabteilung angeboten. Der sogenannte Leichtbau-Capri hatte GFK-Türen mit Kunststofffenstern und einen GFK-Kofferraumdeckel. Im Innenraum war der Wagen mit Vollschalensitzen ausgestattet, aus Gewichtsgründen ohne jegliches Dämmmaterial. Diese Light-Version hatte statt der Kugelfischer-Einspritzanlage einen Vergaser.

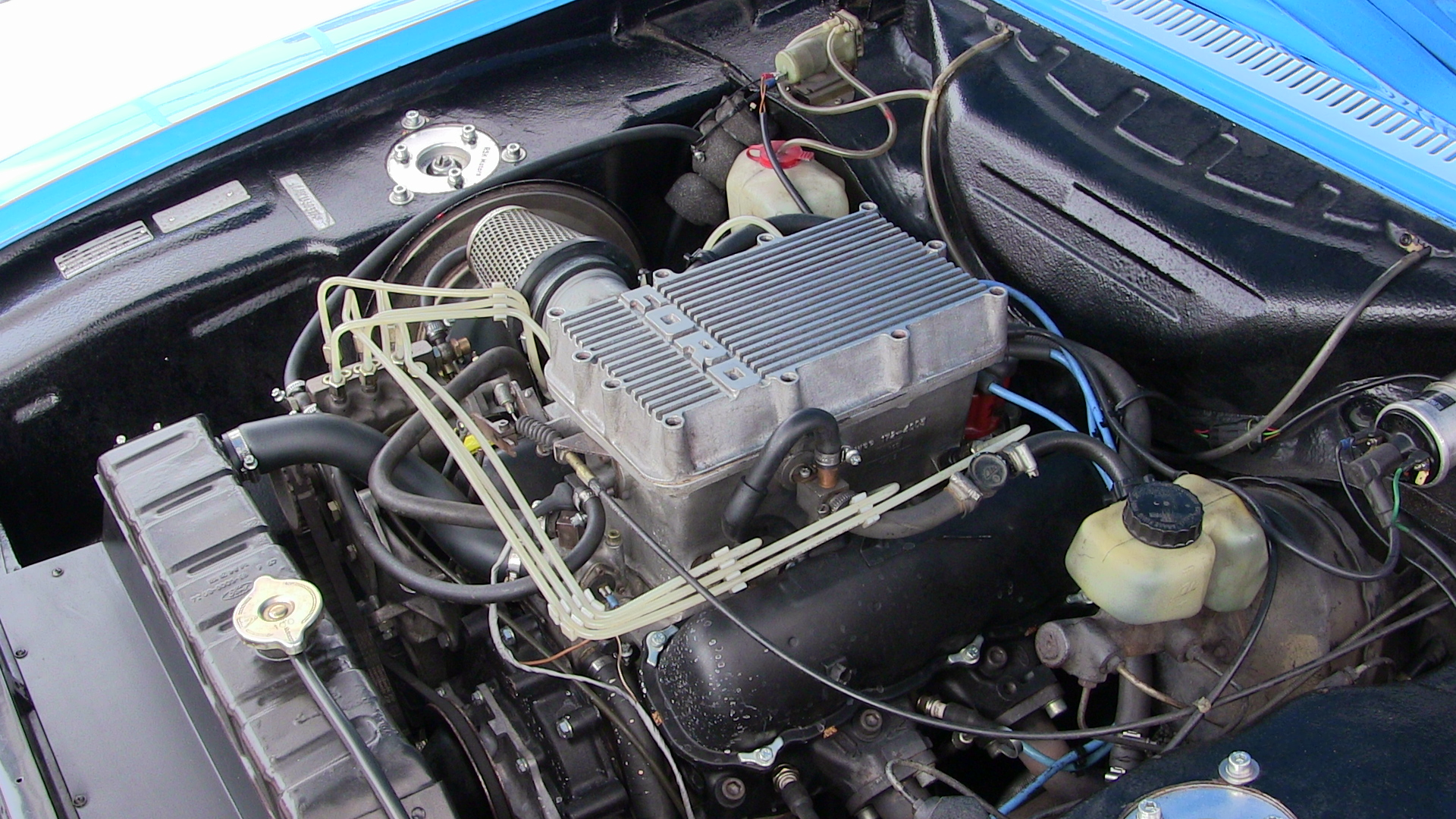
Originalmotor des RS 2600 mit Kugelfischer-Einspritzanlage

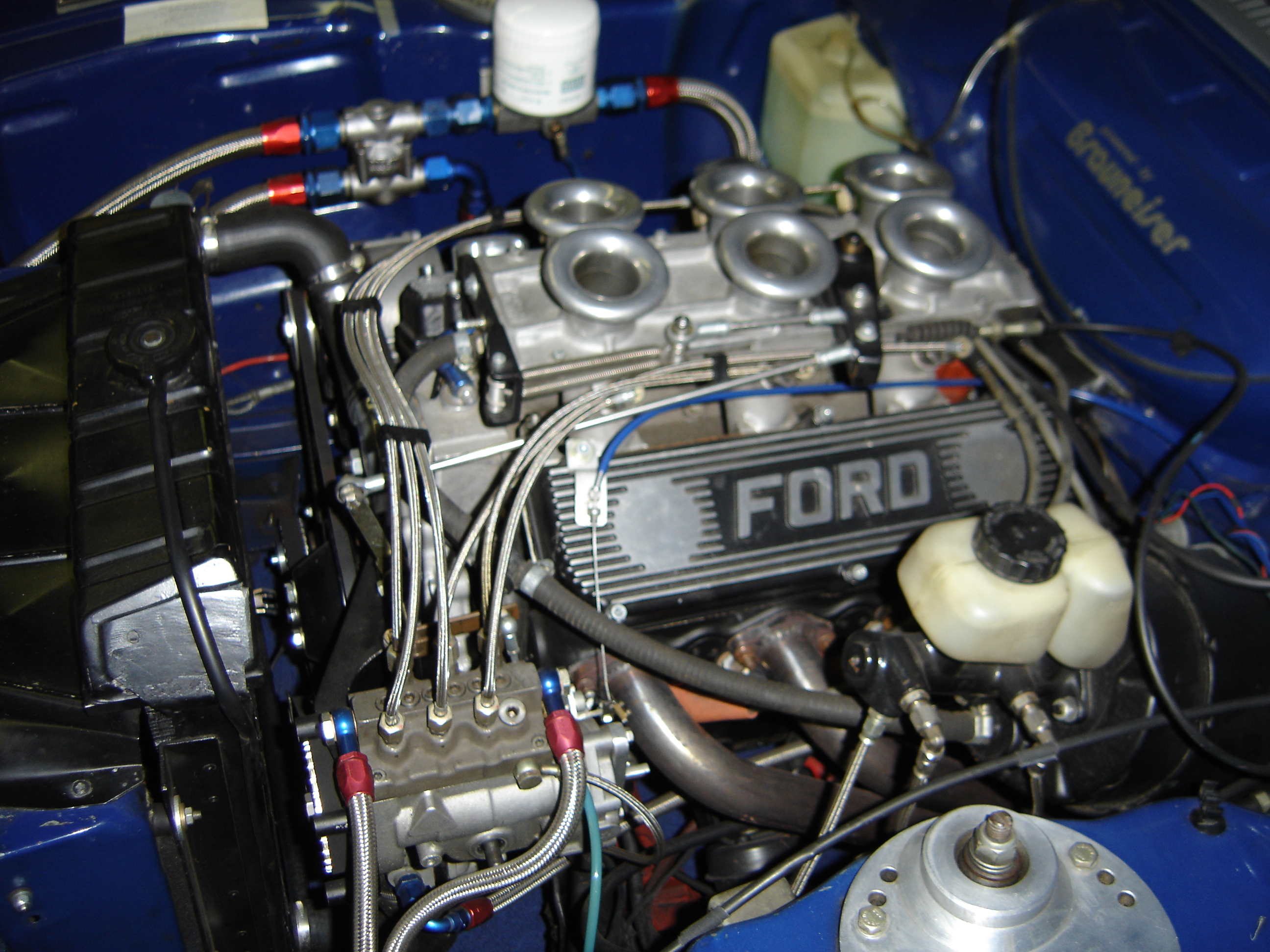
Ford-Capri-RS-Rennmotor (Weslake), 3.000 cm³, ca. 320 PS bei 8.200/min mit Kugelfischer-Einspritzung

Für die Wettbewerbsversion gab es auch einen überarbeiteten Motor, der über das Motorsportnetz vertrieben wurde. Durch Aufbohren von 90 mm auf 93 mm erhöhte sich der Hubraum dieses Motors auf 2,8 Liter. Dazu konnte man zwischen verschiedenen Vergasern oder Vergaseranlagen, schärferen Nockenwellen, größeren Ventilen, Auspuffanlagen, einem Riesensortiment an Rädern und Fahrwerksteilen, Spoilern usw. wählen. Dieses Fahrzeug mit einem Leistungsgewicht von nur 6 kg/PS wurde von 1970 bis 1971 angeboten.
Zur Jungfernfahrt des Capri im Motorsport traten im März 1969 zwei Werks-2300-GT-V6 beim Rallye-Klassiker Stuttgart-Lyon-Charbonnières an. Ein Team war mit Pilot Jean-François Piot und Jean Todt besetzt, dem späteren Ferrari-Teamchef in der Formel 1. Im zweiten Capri gingen Dieter Glemser und Klaus Kaiser an den Start, die im Gesamtklassement den vierten Platz belegten, während Piot und Todt Rang sieben erreichten.
Die Ford-Motorsportabteilung schickte 1970 die mit Sechszylinder-Saugmotoren ausgestatteten Zweitürer gleich an drei Fronten ins Rennen: In der Tourenwagen-EM starteten bis zu drei Autos in den Versionen 2.3 GT und 2.4 GT, durch viele Ausfälle bedingt jedoch wenig erfolgreich. Auch bei den großen Rallyes gab es mit dem Capri RS und der 2.3-GT-Version keine glanzvollen Triumphe. In der Bergrennen-EM debütierte mit dem ersten RS 2.6 als Neuzugang der Fahrer Jochen Mass und erreichte in seinem Premierenjahr den Vizetitel. „Der Capri RS war für den damaligen Tourenwagenstand ein sensationelles Rennauto“, so Mass. „Die Fahrfreude mit der Rennversion war schon was Besonderes. Allerdings brauchte man viel Kraft für die Lenkarbeit. Je nach Rennstrecke gab es manche Blase“, erinnerte sich der Ford-Werkspilot, der mit dem RS 1971 Deutscher Rundstrecken-Meister und 1972 Tourenwagen-Europameister wurde.
Mit dem weiterentwickelten Capri, der in der 2,9-Liter-Variante mittlerweile 280 PS stark war, wurde das Jahr 1971 zu einer Saison der Rekorde. Dieter Glemser gewann die Tourenwagen-EM in der Klasse über 2000 cm³, Jochen Mass dominierte die Deutsche Rundstrecken-Meisterschaft mit Siegen in allen acht Saisonläufen. Mit einer Mannschaft von zehn Werkspiloten, bewältigten die Capri ein Pensum von 32 Renneinsätzen in aller Welt und siegten unter anderem beim traditionsreichen Tourenwagen-GP in Macau und der Springbock-Rennserie in Südafrika. Die Zeit zwischen den einzelnen Rennen war zeitweise so knapp, dass die Mechaniker während des Transports noch an den Autos arbeiteten.
In der Saison 1971 wechselte Strietzel Stuck als Pilot zur Ford-Mannschaft, um im darauffolgenden Jahr mit dem jetzt 300 PS starken RS mit drei Liter Hubraum ins Rennen zu gehen. Mit nur 21 Jahren sicherte sich Stuck in der erstmals ausgetragenen Deutschen Rennsport-Meisterschaft (DRM) souverän den Titel und musste nur in einem von zehn Saisonläufen auf den ersten Platz verzichten. Der mit Saugmotor betriebene Capri sorgte in neuer blau-weißer Optik auch in der Tourenwagen-EM für Furore. Jochen Mass gewann den Titel, Markenkollege Dieter Glemser wurde Vizemeister. Beim 24-Stunden-Rennen in Spa erreichten die Piloten der drei eingesetzten Werks-Capri die ersten drei Plätze. Beim Langstreckenrennen in Le Mans erkämpften sich zwei der drei eingesetzten Capri, deren Spitzengeschwindigkeit bei 270 km/h lag, einen Doppelsieg im gesondert gewerteten Tourenwagen-Klassement.

### Konkurrent BMW
Zwischen BMW und Ford herrschte 1973 ein harter Konkurrenzkampf. Die Werkspiloten Hans-Joachim Stuck und Harald Menzel gingen zu BMW nach München. Jochen Neerpasch und Cheftechniker Martin Braungart waren bereits während der Vorsaison ins bayerische Lager gewechselt. Neerpaschs ehemaliger Assistent Michael Kranefuss und der neu engagierte Technikchef Thomas Ammerschläger traten zusammen mit ihrer Mannschaft zur Titelverteidigung gegen die erstarkte BMW-Truppe an. Die Bayern debütierten zur Saisonmitte 1973 mit dem BMW CSL Coupé. Das Auto brachte es auf 400 PS und war dem 3,0-Liter-Triebwerk des Capri, das mit 325 PS an seine Leistungsgrenze stieß, deutlich überlegen. Es gab bei Ford zwar Pläne für einen 3,4-Liter-Cosworth-Motor mit 400 PS, die aber aus Homologationsgründen noch nicht umgesetzt werden konnten. Den Titel in der Tourenwagen-EM musste Ford in dieser Saison an die Konkurrenz aus Bayern abtreten.

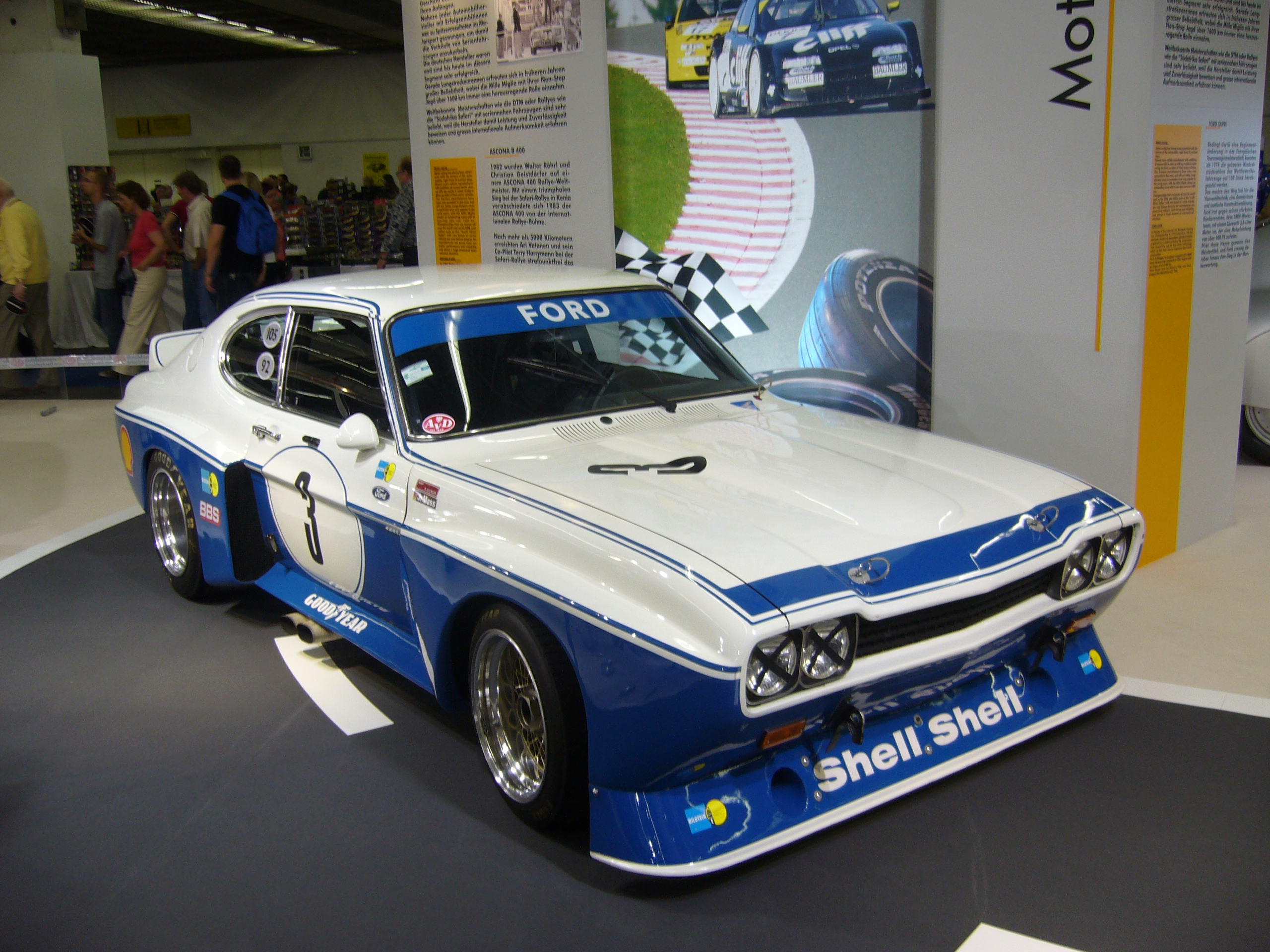
Ford Capri RS Gruppe 2

1974 konnte Ford gegen BMW den Capri RS mit Cosworth-Motor ins Feld führen. Mit neuer Vierventiltechnik und über 415 PS gingen unter anderem Formel-1-Pilot Niki Lauda, Nachwuchstalent Klaus Ludwig, Hans Heyer und Dieter Glemser an den Start. Die Ford-Mannschaft erlangte in der Tourenwagen-EM die Titel in der Fahrer- und Markenwertung. Hans Heyer wurde Europameister. Neuzugang Klaus Ludwig belegte in seiner Premieren-Saison als Werksfahrer auf Anhieb den dritten Platz in der DRM.

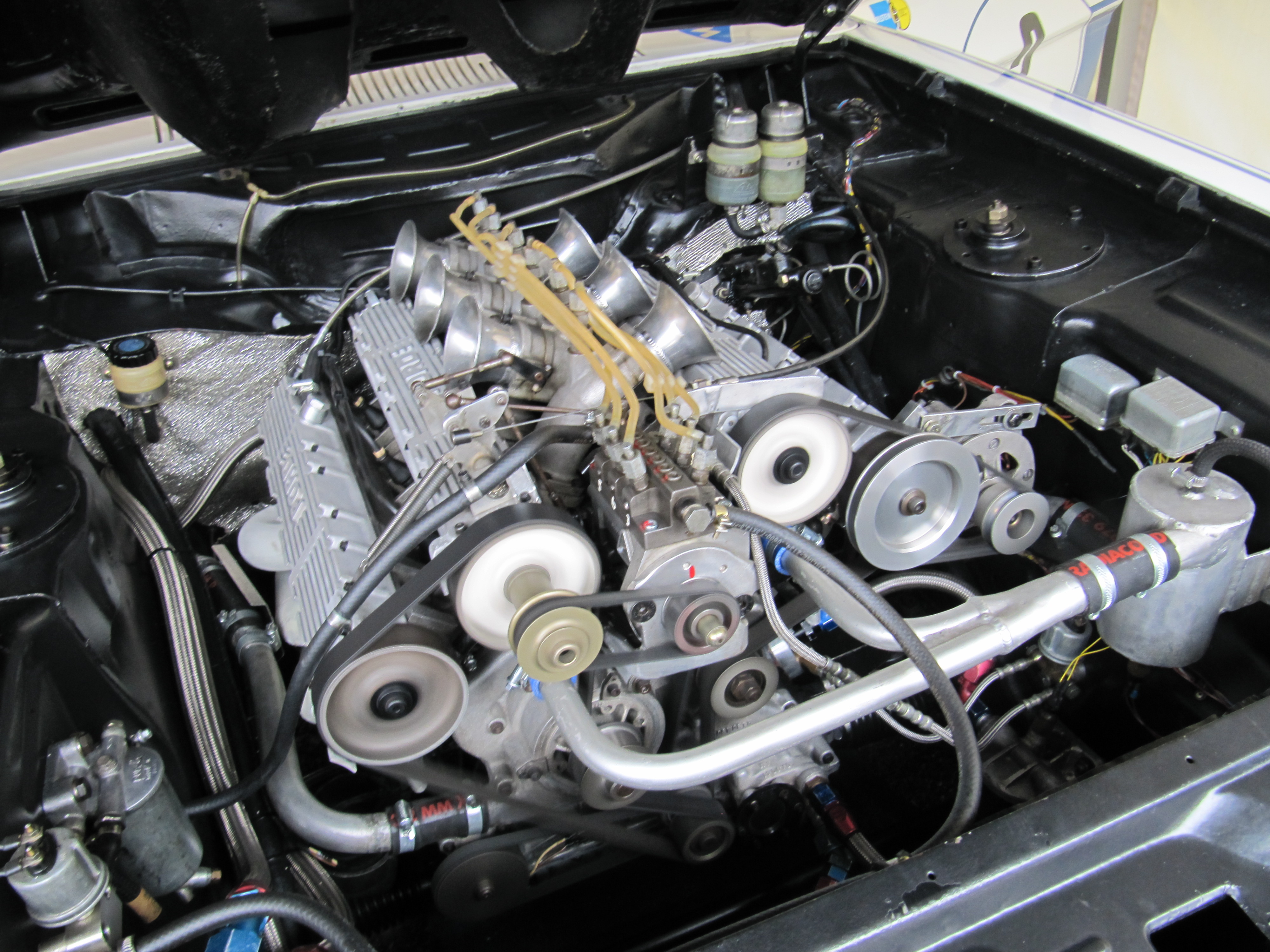
V6 RS Rennmotor von Cosworth mit 3.400 cm³, ca. 450 PS, Kugelfischer-Einspritzung (PL 06) aus der Deutschen Rennsport-Meisterschaft 1974

Danach wurde es für zwei Jahre still um den Capri, da Ford sich während dieser Zeit auf das Modell Escort konzentriert hatte. Der Capri feierte sein Renn-Comeback am 29. Juli 1978 auf dem Hockenheimring. Hans Heyer saß am Steuer des Ford Zakspeed Turbo Capri 1,4. „Der Turbo Capri war das Überauto schlechthin im Tourenwagensport“, schwärmte Werkspilot Heyer. „Als wir das Auto im Rahmen des Formel-1-Grand Prix in Deutschland das erste Mal von der Leine ließen, waren alle erst mal baff. Die Trainingsbestzeit in der DRM vor vollem Haus gleich beim ersten Antritt war schon etwas Besonderes. Der lange Radstand, die gute Aerodynamik und die Kraft des Turbomotors boten noch nie dagewesene Möglichkeiten. Vom Cockpit aus konnte per Handrad der Ladedruck auf 1,6 bar erhöht werden, um kurzzeitig bis zu 600 PS mobilisieren. Dabei stand der Motor allerdings kurz vor der Explosion.“

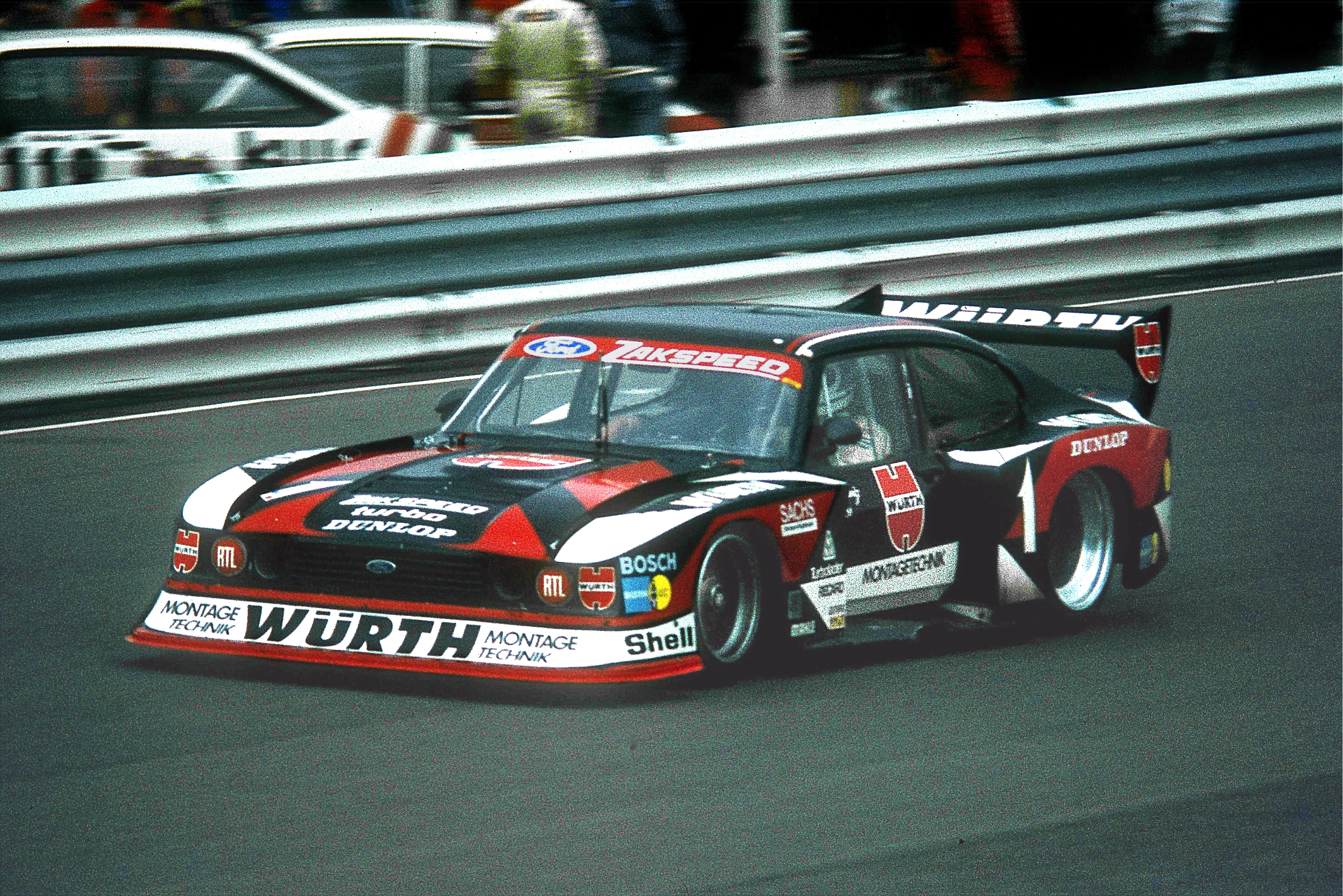
Ford Capri Turbo mit Klaus Ludwig,
1980 auf dem Nürburgring

Der ultraflache Tourenwagen mit Aluminium-Gitterrohr-Rahmen entstand beim Ford-Partner Zakspeed und hatte technisch mit den Serienmodell nichts mehr gemeinsam. Das Auto sollte in der Zwei-Liter-Division der DRM den 1977 von BMW gewonnenen Titel zurückerobern. Im letzten Saisonlauf gelang Heyer mit dem starken Vierzylinder, der es bei nur 1425 cm³ Hubraum (× Turbofaktor 1,4 = 1995 cm³) auf fast 400 PS bringt, der erste Sieg über BMW. Auch im nächsten Jahr reichte es den Capri-Piloten Hans Heyer und Harald Ertl nicht zum Titelgewinn, den sich Klaus Ludwig im Kremer-Porsche 935 sicherte.

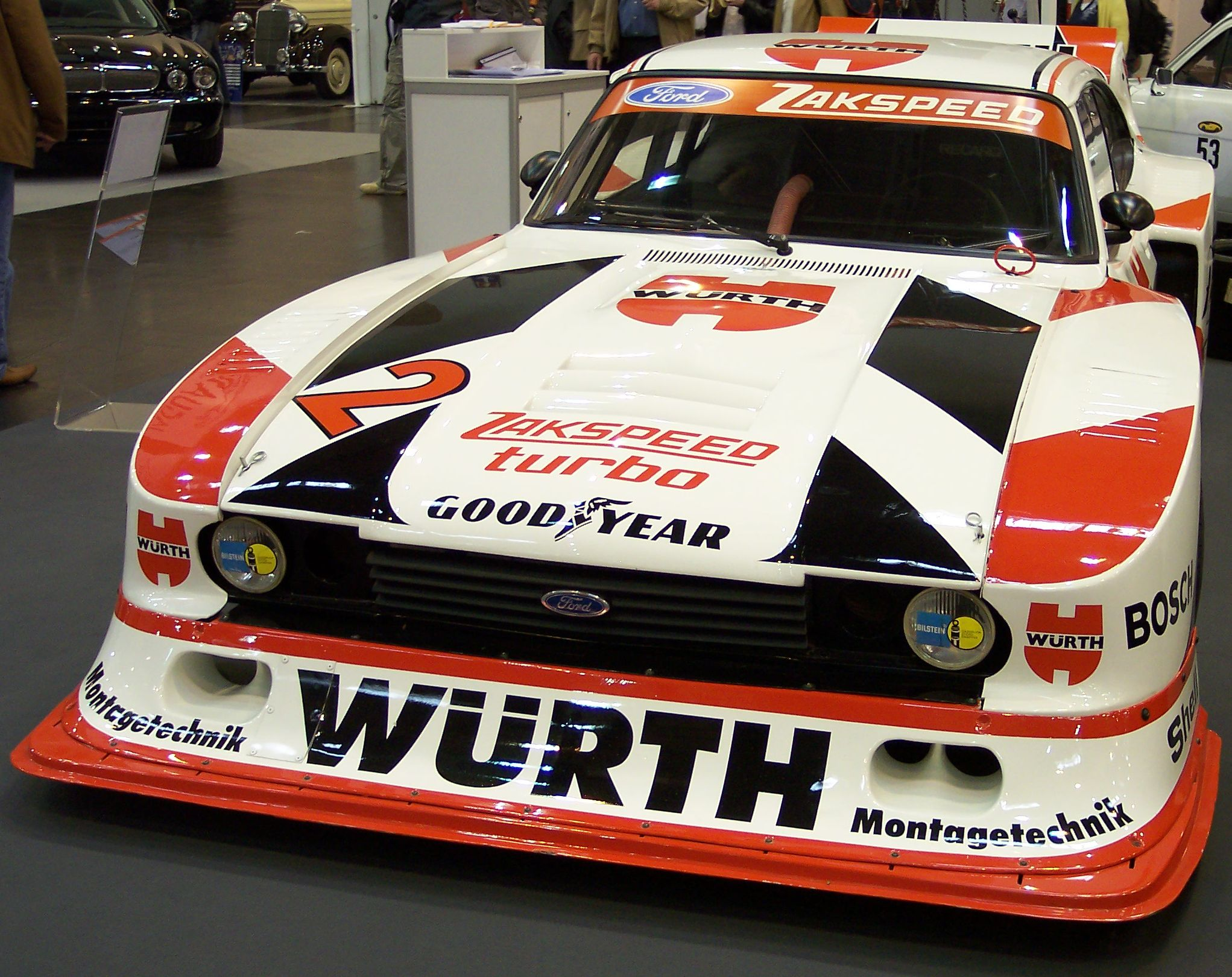
Zakspeed Ford Capri Turbo von Klaus Ludwig

Ludwig kehrte 1980 von Porsche zu Ford zurück. Der Le-Mans-Sieger des Vorjahres sollte mit dem 300 km/h schnellen Super-Capri in der DRM-Division über 2000 cm³ gegen Porsche antreten. „Die 1,8-Liter-Turbo-Version war die kompromisslose Weiterentwicklung des kleinen 1,4-Liter-Zakspeed-Turbo-Capri aus den Jahren 78 und 79“, erklärt der Tourenwagenstar. „Das Auto konnte je nach Ladedruck höchstens 650 PS freisetzen und war nur was für echte Künstler. Um gegenüber dem rund 700 PS starken Porsche schnell zu sein, musste man den Super-Capri mit Samthandschuhen anfassen.“ Ludwig erkämpfte sich sechs Saisonsiege. Wegen eines zu breiten Heckflügels wurden dem gebürtigen Bonner jedoch nachträglich zwei Rennresultate aberkannt, die ihm zum Titelgewinn fehlten.
Erst die nächste Saison wurde für Ford wieder zu einem Capri-Jahr. Am Steuer des 560 PS starken Turbo Capri griff Klaus Ludwig erneut die rund 200 PS stärkeren, aber auch schwereren Porsche 935 Turbo an. Er holte sich den im Vorjahr entgangenen Titel in der Deutschen Rennsport-Meisterschaft. Ludwig startete in allen 13 Saisonläufen von der Pole und siegte bei zehn Rennen.
Danach neigte sich die Capri-Turbo-Ära langsam dem Ende zu. Wegen Teilnehmerschwund wurden in der DRM 1982 auch Sportwagen zugelassen, gegen die der Capri leistungsmäßig chancenlos blieb. Auto und Fahrern waren nur noch kleinere Erfolge beschieden. Fünfeinhalb Jahre nach seiner Premiere wurde der Turbo-Capri daher werksseitig auf den deutschen Rennstrecken nicht mehr eingesetzt.

### 4×4-Capris für Rallycross
Beim damals noch jungen Autosport namens Rallycross setzte das Werk in Großbritannien zwischen Anfang 1969 und Ende 1971 selbst zwei Capri 3000GT 4WD (mit Zodiac-V6-Motoren) unter Rallye-Werksfahrer Roger Clark und seinem Bruder Stan Clark ein und unterstützte außerdem auch das Semi-Werksauto von Rod Chapman. Die am Ende gut 250 PS starken 4×4-Capris (mit 3-Liter-Motoren, CanAm-Benzin-Einspritzung, ZF-Getriebe und Ferguson-Allradantrieb ausgerüstet) fielen anfänglich zwar durch viele Kinderkrankheiten auf, erwiesen sich im Laufe der Zeit aber als dermaßen überlegen, dass sie erst fünf oder zehn Sekunden (4WD penalty – abhängig von der jeweiligen Rennstrecke) hinter ihren Gegnern starten durften und dennoch häufig siegreich waren.

## Bestand in Deutschland
Aufgeführt ist der Bestand an Ford Capris in Deutschland zum 1. Januar (bis 2000: 1. Juli) ausgewählter Jahre laut Kraftfahrt-Bundesamt. Vor dem 1. März 2007 enthielt der Fahrzeugbestand außer der Anzahl der angemeldeten Fahrzeuge auch die Anzahl der vorübergehenden Stilllegungen. Seit dem 1. März 2007 enthält der Fahrzeugbestand lediglich den „fließenden Verkehr“ einschließlich der Saisonkennzeichen.
| Stichtag     | Anzahl       |
| ------------ | ------------ |
| 1. Juli 1992 | 40.697       |
| 1. Jan. 2002 | ca. 5.250    |
| 1. Jan. 2005 | min. 3.990 1 |
| 1. Jan. 2008 | 2.685        |
| 1. Jan. 2009 | 2.650        |
| 1. Jan. 2010 | 2.523        |
| 1. Jan. 2011 | 2.514        |
| 1. Jan. 2013 | 2.584        |
| 1. Jan. 2014 | …            |
| 1. Jan. 2015 | …            |
| 1. Jan. 2016 | …            |
| 1. Jan. 2017 | …            |
| 1. Jan. 2018 | …            |
| 1. Jan. 2019 | 2.822        |
| 1. Jan. 2020 | 2.875        |
| 1. Jan. 2021 | 2.966        |
| 1. Jan. 2022 | 3.038        |
| 1. Jan. 2023 | 3.071        |
| 1. Jan. 2024 | 3.131        |

Nach dem Abschlussbericht des Bundesamtes für Wirtschaft und Ausfuhrkontrolle wurden 22 Ford Capri zugunsten der Umweltprämie zwischen dem 27. Januar 2009 und dem 31. Juli 2010 verschrottet.

## Trivia
- Zum 2. Januar 2016 gab das Bundesministerium der Finanzen in Deutschland eine Sondermarke der Briefmarkenserie „klassische deutsche Automobile“ zu einem Nennwert von 0,70 Euro aus, auf der die erste Generation des Ford Capri abgebildet ist.[16]